# Brasil
|  | Pel que fa a l'illa mítica de l'Atlàntic, vegeu Illa de Brasil. |

El Brasil (en portuguès, o Brasil), oficialment República Federal del Brasil (en portuguès: República Federativa do Brasil), és una federació d'estats de l'Amèrica del Sud, continent del qual és el país més gran. Té una extensió de 8 milions i mig de quilòmetres quadrats (47% de l'Amèrica del Sud), amb una població de prop de 211 milions d'habitants, segons dades estimades al 2019.
Té fronteres amb la Guaiana Francesa, Surinam, la Guyana i Veneçuela al nord; amb Colòmbia, el Perú i Bolívia a l'oest; i amb el Paraguai, l'Argentina i l'Uruguai al sud, i limita a l'est amb l'oceà Atlàntic. Es divideix políticament i administrativa en 26 estats i un districte federal.
La meitat nord del país és ocupada per la conca de l'Amazones. Al sud es troba la conca del riu de la Plata, amb els rius Paraguai, Paranà i Uruguai. La tercera conca més important és la del riu São Francisco. Al centre del país hi ha una zona d'altiplans, on destaca el Mato Grosso, i al sud i a l'est hi ha cadenes de muntanyes. La màxima altitud és el pico da Neblina (2.993 m).
La capital n'és Brasília, amb més de dos milions d'habitants. Les ciutats més importants són: São Paulo, amb més de deu milions; Rio de Janeiro, amb uns sis milions; Salvador, Belo Horizonte i Fortaleza, sobre els dos milions; i Recife, Curitiba, Belém, Porto Alegre, Manaus i Goiânia, amb més d'un milió d'habitants.
Malgrat ser el cinquè país més poblat del món, el Brasil presenta una de les densitats de població més baixes. La major part de la població es concentra al llarg del litoral, alhora que l'interior del país encara conté enormes buits demogràfics.
Colonitzat per Portugal, el Brasil és l'únic país de llengua portuguesa del continent americà, i el país amb més quantitat de lusòfons del món. La religió amb més fidels és el catolicisme, i és el país amb un nombre de catòlics més gran del món, tot i que un percentatge considerable de la població és evangèlica. La societat brasilera és una de les més multiètniques del món, ja que és formada per descendents d'europeus, indígenes, africans i asiàtics.
Internacionalment és membre fundador de l'ONU, G-20, Comunitat de Països de Llengua Portuguesa (CPLP), Unió Llatina, Organització dels Estats Americans (OEA), Organització d'Estats Iberoamericans per a l'Educació, la Ciència i la Cultura (OEI), Unió de Nacions Sud-americanes (UNASUL), MERCOSUR, i també forma part dels països BRIC (compost per Brasil, Rússia, Índia i Xina).

## Toponímia
Les arrels etimològiques del terme Brasil són de difícil reconstrucció. A l'època colonial, cronistes de la importància de João de Barros, Frei Vicente do Salvador i Pero de Magalhães Gandavo van donar explicacions concordants sobre l'origen del nom del Brasil. D'acord amb ells, el nom Brasil deriva de l'arbre pal-brasil, la designació d'un tipus de fusta emprada en la tintura de teixits. En l'era de l'exploració, era comú que els exploradors mantinguessin curosament el secret de tot el que trobaven o conquerien, a fi d'explorar-ho avantatjosament, però no tardà a conèixer-se a Europa que havien descobert una certa "illa Brasil" enmig de l'oceà Atlàntic, d'on extreien el pal-brasil.
El gentilici brasiler va sorgir en el segle xvi, referint-se inicialment només als mercaders que comercialitzaven el pal-brasil. Després es va emprar informalment per a identificar els nascuts a la colònia, a diferència dels immigrants de Portugal. Malgrat això, el 1824, a la primera constitució brasilera, el gentilici brasiler es va utilitzar legalment per a designar les persones naturals del Brasil. Si bé el gentilici en portuguès és brasileiro, encara existeix el gentilici brasiliano, per a designar els naturals de la República Federal del Brasil.
Abans de quedar amb la designació actual de Brasil, les noves terres descobertes van ser designades com a Monte Pascoal —literalment "muntanya pasqual" en català—, fent regerència al punt on els portuguesos albiraren les seves terres per primera vegada; Terra dels Papagais (primers contactes, designació més popular); Illa de la Vera Cruz; Terres de la Santa Creu; Nova Lusitània; Cabràlia, i encara d'altres.
El 1967, amb la primera constitució de la dictadura militar, el nom oficial del Brasil canvià a República Federal del Brasil, nom que la constitució de 1988 conserva fins avui dia. Anteriorment, la federació era coneguda com els Estats Units del Brasil i, abans de la instauració de la república, el nom oficial del Brasil independent era Imperi del Brasil.

## Història

### Els primers brasilers

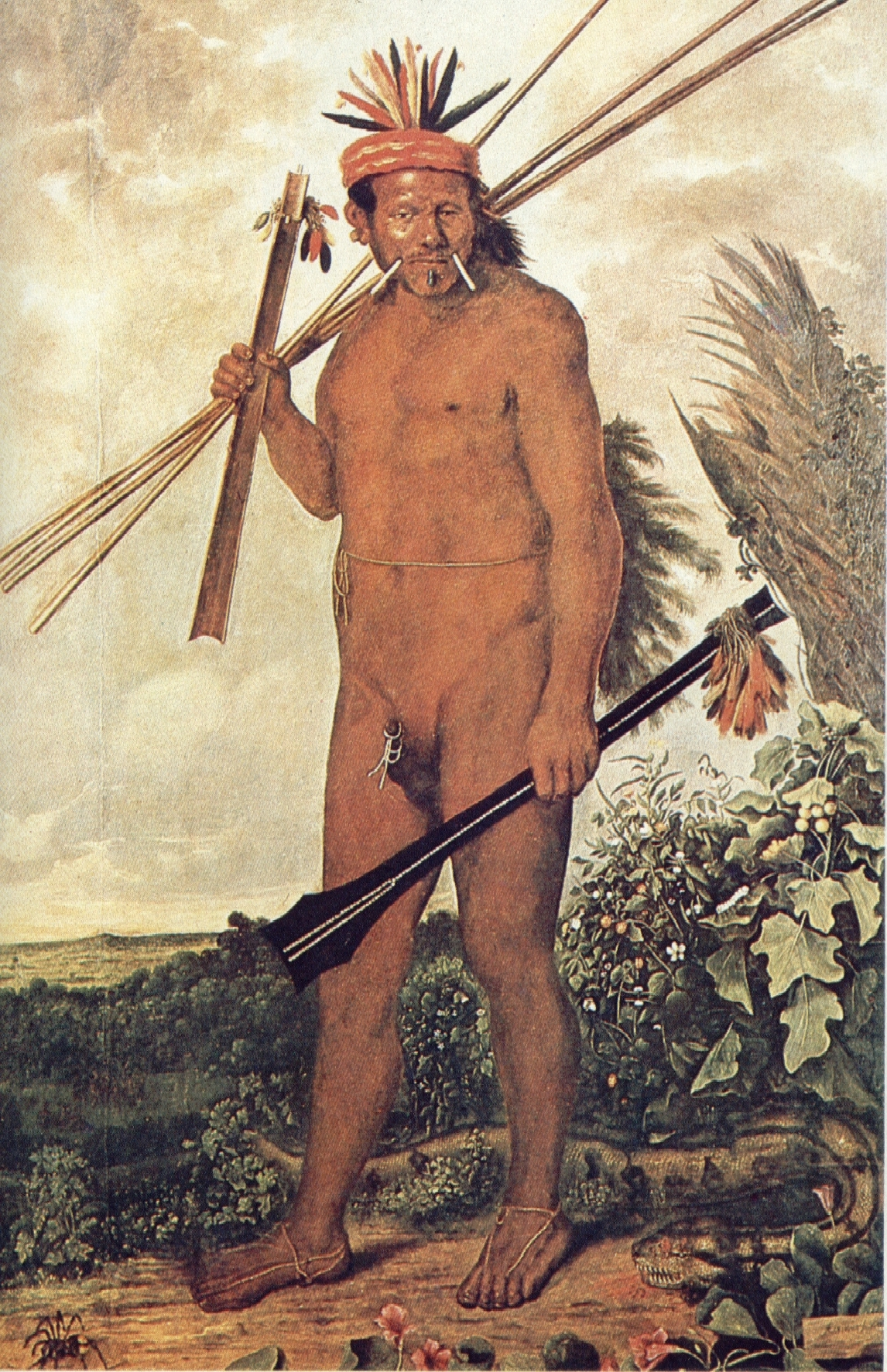
Tapuia brasiler

El territori del Brasil està habitat des de fa, almenys, 8.000 anys. Els orígens dels primers brasilers, que van ser anomenats indis pels portuguesos, és un tema encara disputat pels arqueòlegs. La visió tradicional és que eren part de la primera onada de migrants caçadors que van arribar a Amèrica des de Sibèria per mitjà de l'estret de Bering. Això no obstant, altres arqueòlegs diuen trobar signes d'una població molt més antiga, morfològicament distinta dels caçadors asiàtics, i molt més similars als nadius africans i australians que serien desplaçats pels caçadors siberians.
Els Andes i les cadenes muntanyoses del nord de Sud-amèrica van produir una clara frontera cultural entre les civilitzacions agràries de la costa occidental del subcontinent (la qual cosa va dur a l'organització de ciutats estats urbanitzades i més tard a l'establiment de l'Imperi Inca), i les tribus seminòmades de l'est, les quals mai no van desenvolupar registres escrits ni cap arquitectura monumental. Per aquesta raó, poc se sap sobre la història del Brasil abans del 1500. Les restes arqueològiques (principalment terrisseria) mostren un patró complex de desenvolupament regional, de migracions internes i, ocasionalment, de l'establiment de federacions.
Quan els primers exploradors europeus hi van arribar, tot el territori brasiler era habitat per tribus seminòmades, la subsistència de les quals estava basada en una combinació de caça, pesca, recol·lecció d'aliments i una petita agricultura. La densitat de població era molt baixa. S'estima que el nombre total d'habitants a l'arribada dels europeus era d'1 milió, tot i que alguns descobriments arqueològics semblen indicar que la població era més gran. Malgrat que milers d'amerindis brasilers van morir a causa de les massacres, les malalties i la duresa de l'esclavatge i del desplaçament territorial, d'altres van ser absorbits per la població immigrant. Altres tribus han sobreviscut i encara viuen amb tècniques precolombines de subsistència en les àrees remotes de la selva de l'Amazones.

### El Brasil colonial

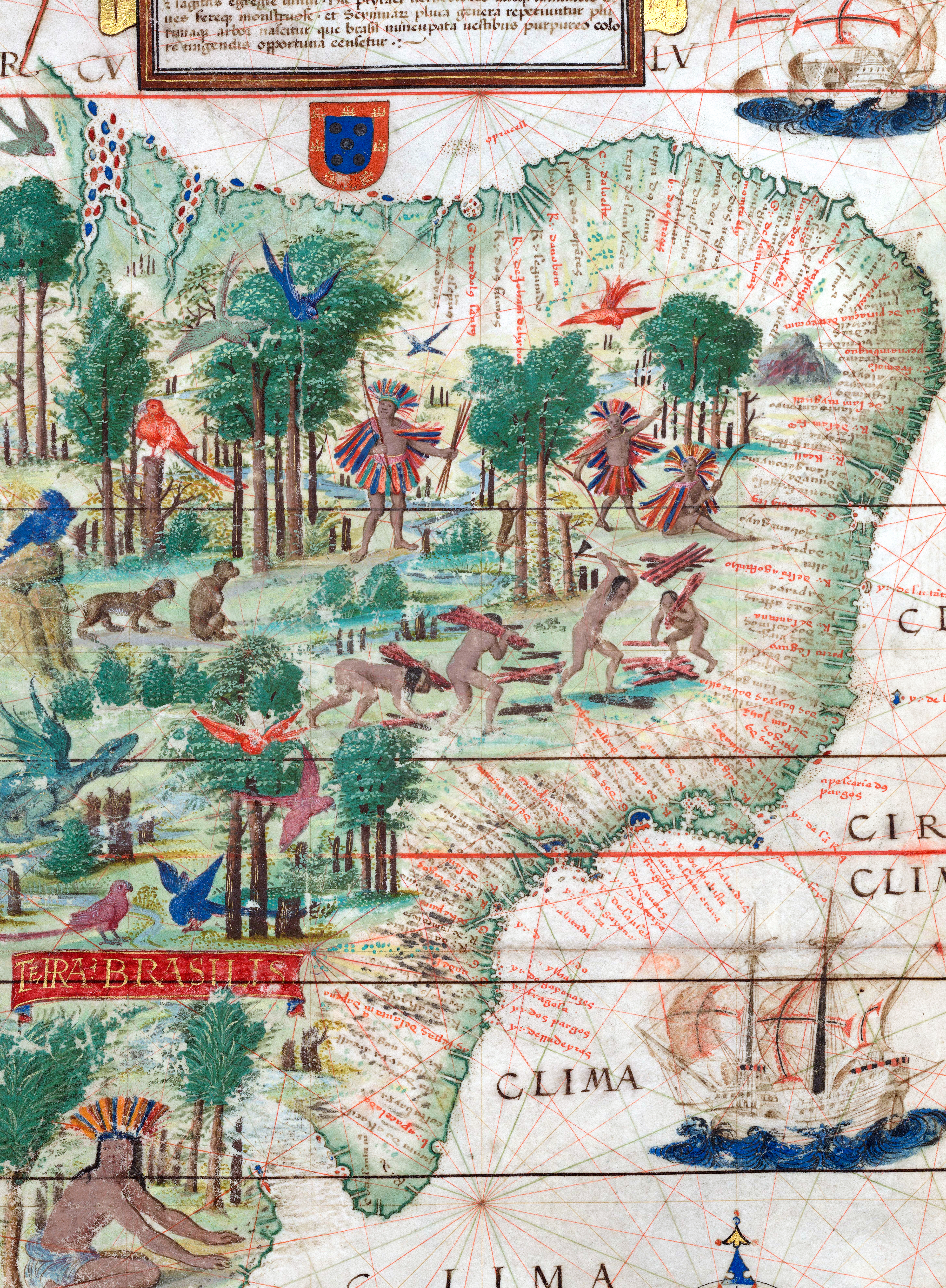
Brasil el 1519

La historiografia tradicional accepta que el Brasil va ser descobert pels europeus el 22 d'abril, 1500 per Pedro Álvares Cabral. El país va ser gradualment habitat pels portuguesos que volien fugir de la pobresa i pels nobles als quals la corona els havia donat privilegis colonials especials. L'administració colonial durant els dos segles següents va ser basada en un sistema en què les persones afavorides rebien grans extensions de territori anomenades capitanias, moltes de les quals eventualment es convertirien en els estats del Brasil actual.
Durant el primer segle després de l'arribada dels europeus el producte d'exportació més important —i del que se'n derivaria el nom del país— era el pau-brasil, pal del Brasil (caesalpinia echinata), un arbre el tronc del qual conté un tint vermell molt valorat. Se'n va produir una sobreexplotació de tal magnitud que va estar a punt de l'extinció.
Des del segle xvi, la canya de sucre, cultivada majoritàriament en plantacions anomenades engenhos ("fàbriques") al llarg de la costa nord-oriental del Brasil, es convertiria en el motor de l'economia brasilera, atesa la demanda de sucre a Europa. Al començament, els immigrants van esclavitzar els amerindis per treballar-les. Els feien presoners en expedicions paramilitars, anomenades bandeirantes, que entraven a la selva a la recerca d'or i d'esclaus amerindis. Però donada la gran dimensió de les plantacions i la pocs població indígena els portuguesos van tornar a l'Àfrica per obtenir esclaus negres, majoritàriament dels tractants àrabs.
Les taxes de mortalitat dels esclaus a les plantacions de sucre i en les expedicions a la recerca d'or eren dramàticament altes. Alguns esclaus van fugir de les plantacions i van intentar establir assentaments independents (quilombos) en àrees remotes. No obstant això, aquests assentaments eren rutinàriament destruïts pel govern i per tropes privades en llargs setges. Tanmateix, els africans es convertirien en un sector molt important i substancial de la població brasilera, i molt abans de la fi de l'esclavatge (1888) molts africans van ser absorbits per la població europea, motivats pels drets de treball que rebien els mulats.
Durant els primers dos segles del període colonial, i atrets pels vasts recursos naturals i les terres verges, altres potències europees van intentar establir colònies al territori brasiler, malgrat la prohibició establerta per la butlla papal i el tractat de Tordesillas, els quals havien dividit el Nou Món en dues parts, l'una destinada a Portugal i l'altra a Espanya. Colons francesos van intentar establir-se al territori actual de Rio de Janeiro de 1555 a 1567 (la França Antàrtica) i el territori actual de São Luís de 1612 al 1614 (la França Equinoxial).
La intrusió neerlandesa va ser molt més llarga i va tenir més repercussions per a Portugal que no pas la francesa. Els corsaris neerlandesos van saquejar les costes. Van envair Bahia el 1604 i van capturar temporalment la capital, Salvador. De 1630 a 1654, els neerlandesos es van establir al nord-est i van controlar la costa més accessible des d'Europa, però sense penetrar l'interior del Brasil. Però els colons de la Companyia Holandesa de les Indies Occidentals al Brasil vivien en setge constant, malgrat la presència a Recife de Joan Maurici de Nassau-Siegen com a governador. La revolta lusobrasilera contra el domini holandès va acabar amb la pèrdua holandesa de les colònies brasileres el 1654 i els neerlandesos es van retirar formalment el 1661.

### Independència: l'Imperi del Brasil

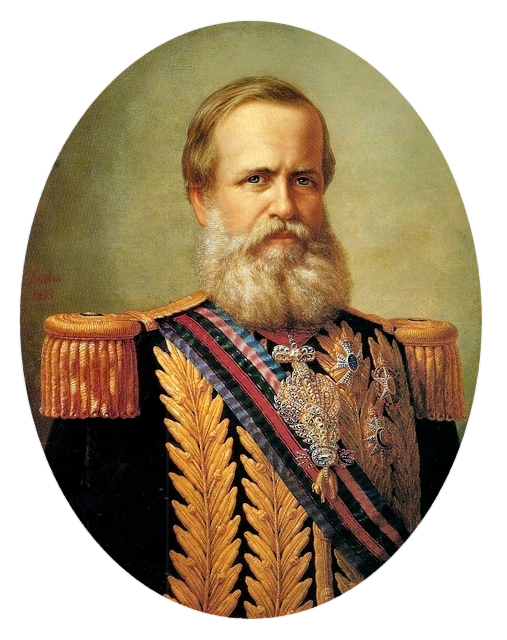
Emperador Pere II del Brasil

El Brasil independent va ser un dels dos estats americans independents que establirien un govern monàrquic (l'altre seria Mèxic). El 1808, la corona portuguesa, fugint de les tropes de Napoleó que havien envaït el territori de Portugal, i escortada per tropes britàniques, es va establir a Rio de Janeiro, traslladant la seu política i administrativa de l'Imperi portuguès al Brasil. El 1815, el rei va donar al Brasil el mateix estatus que Portugal, establint el "Regne Unit de Portugal, el Brasil i Algarves". El rei va governar des de Rio de Janerio durant 13 anys, i hi hauria romàs la resta de la seva vida, però, després d'un període de confusió a Portugal, provocat per la seva llarga estada al Brasil fins i tot després de la retirada de Napoleó, el rei Joan VI de Portugal va deixar el Brasil el 1821 i el seu fill, Pere, hi va romandre com a regent. Un any després, però, Pere va escriure un paper (no tan conegut com la seva presumpta proclamació de "Independència o mort") per declarar les raons per les quals el Brasil se separava de Portugal, i llegant una constitució que establia una monarquia constitucional al Brasil, de la qual era el cap d'estat i de govern com a emperador Pere I del Brasil. Després de la seva abdicació el 1831 per les divergències amb els polítics brasilers, va sortir de Portugal, i el seu fill, de cinc anys, es convertiria en Pere II del Brasil. Després d'un període de nou anys de regència, Pere II va ser proclamat emperador i va governar amb el parlament fins al 1889, data en què va ser destituït per un cop d'estat que establiria el govern republicà. No obstant això, abans de sortir del poder, va abolir l'esclavatge el 1888.

### LaRepública Velha

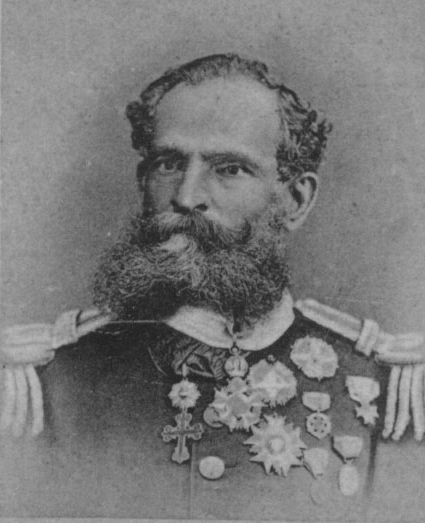
Deodoro da Fonseca.

Pere II va ser deposat el 15 de novembre de 1889 per un cop d'estat militar encapçalat pel general Deodoro da Fonseca, que es convertiria en el primer president del Brasil. Dos anys després, el 24 de febrer de 1891, es va promulgar la primera constitució republicana del país. El nom oficial de l'estat va ser Estats Units del Brasil fins al 1967, data en què seria canviat a República Federativa del Brasil. De 1889 a 1930, el govern va establir una democràcia parlamentària i constitucional, en què la presidència s'alternava entre els estats dominants de São Paulo i Minas Gerais.
A finals del segle xix, el cafè va reemplaçar el sucre com a producte principal d'exportació. El comerç de cafè va produir el creixement econòmic de la nació, i va atreure la immigració europea, principalment d'Itàlia i Alemanya. Aquesta entrada de mà d'obra va produir el desenvolupament de l'economia industrial que s'estenia a l'interior. Aquest període, conegut com la República Velha o Primera República, va acabar el 1930 després d'un cop d'estat militar que va designar Getúlio Vargas com a president.

### Populisme i desenvolupament

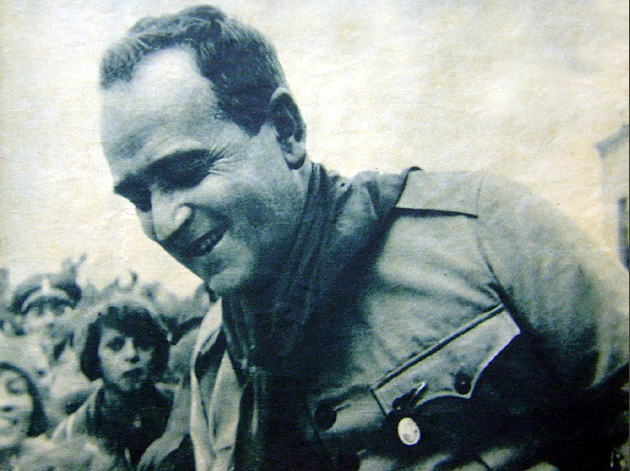
Getúlio Vargas.

Una junta militar va prendre el poder el 1930. Getúlio Vargas va governar com a dictador de 1930 a 1934; va ser elegit president el 1934 (fins a 1937); i va governar dictatorialment una vegada més de 1937 a 1945. Vargas era membre d'una oligarquia de gaúchos, però tenia una visió nova de la política brasilera per a produir el desenvolupament nacional. Vargas es va aprofitar de la ruptura de les relacions directes entre treballadors i els directors de les fàbriques del Brasil: els obrers es convertirien en la nova base del poder polític populista. Els privilegis de l'agricultura van acabar, i els líders industrials van adquirir més influència, i la classe mitjana va guanyar més poder polític.
Vargas va ser un dels primers presidents populistes llatinoamericans, però la seva figura també és associada amb el creixement i desenvolupament de l'interior del Brasil. Durant la seva administració, el Brasil va rebutjar el model econòmic clàssic basat en les exportacions i va emfasitzar els programes industrials de la substitució de les importacions. Alguns historiadors consideren aquesta internalització la reacció als esdeveniments globals com ara les guerres mundials i el període de proteccionisme d'entre guerres dels seus principals socis comercials d'aleshores (Estats Units, Regne Unit i Alemanya). A més, Vargas havia començat el seu règim durant el període de la Gran Depressió i la caiguda del comerç que produiria la caiguda dels preus dels productes primaris. No obstant això, la determinació del Brasil i d'altres països llatinoamericans de continuar amb la política de substitució d'importacions va produir un aïllament de la competència industrial que, al seu torn, va fer estancar les indústries en un estat ineficient.
A continuació es va establir un règim democràtic de gairebé 20 anys (1945-1964). Al període liderat pel president Juscelino Kubitschek es va produir una gran modernització del país i una internacionalització de les seves arts i la seva cultura, que a partir d'aquell moment van ser tingudes en compte a l'escenari global. Kubitschek, un president visionari, va traslladar la capital de Rio de Janeiro a la ciutat de nova creació Brasília, en un intent de reequilibrar el país cap a l'interior. El populisme, el nacionalisme i el desenvolupamentisme van caracteritzar les dècades de 1950 i 1960.

### Brasil des dels anys 1960s

#### Govern militar

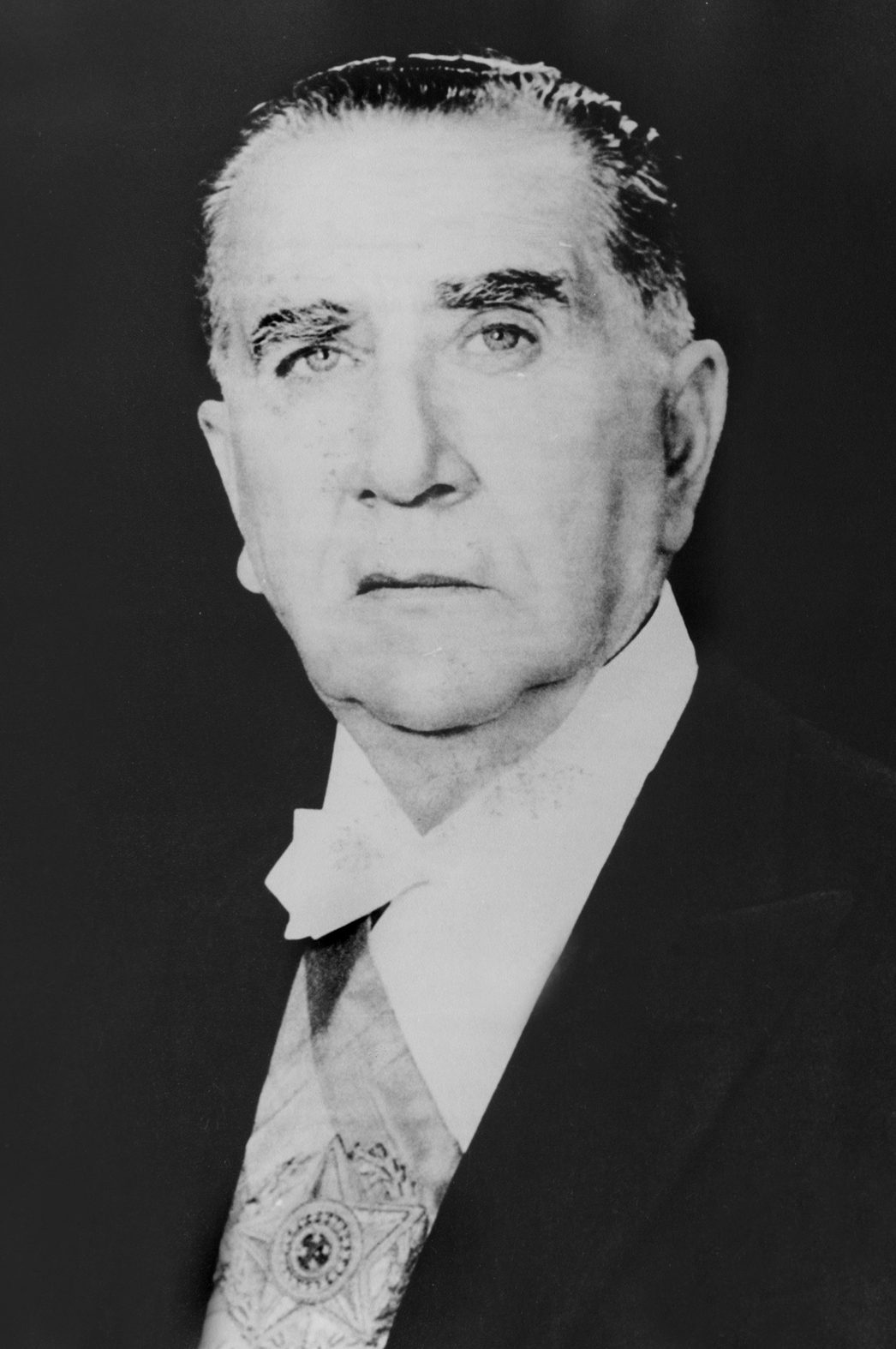
General Médici

De 1961 a 1964, el president João Goulart havia iniciat diverses reformes econòmiques i socials; aquestes polítiques amenaçaven l'elit brasilera i els interessos estatunidencs al país. Philip Agge, un exoficial de l'CIA, ha indicat que l'agència va gastar entre 12 i 20 milions de dòlars nord-americans per donar suport als candidats anti-Goulart. El febrer de 1962 el president nord-americà, John F. Kennedy va expressar el seu suport als candidats anti-Goulart en una nota escrita per a l'Agència Nord-americana pel Desenvolupament Internacional. El 1964, Goulart va ser deposat per un cop militar amb un presumpte suport de la CIA i es va establir un règim militar fins al 1985. Durant aquest període, es va produir un creixement econòmic intens, però, amb un immens deute nacional. Durant aquest període, milers de brasilers opositors van ser deportats, empresonats o torturats. Molts més van morir durant el període de guerrilles de 1968-1973. La censura oficial, encara que no era massa exigent, va produir l'exili d'intel·lectuals.

#### Redemocratització

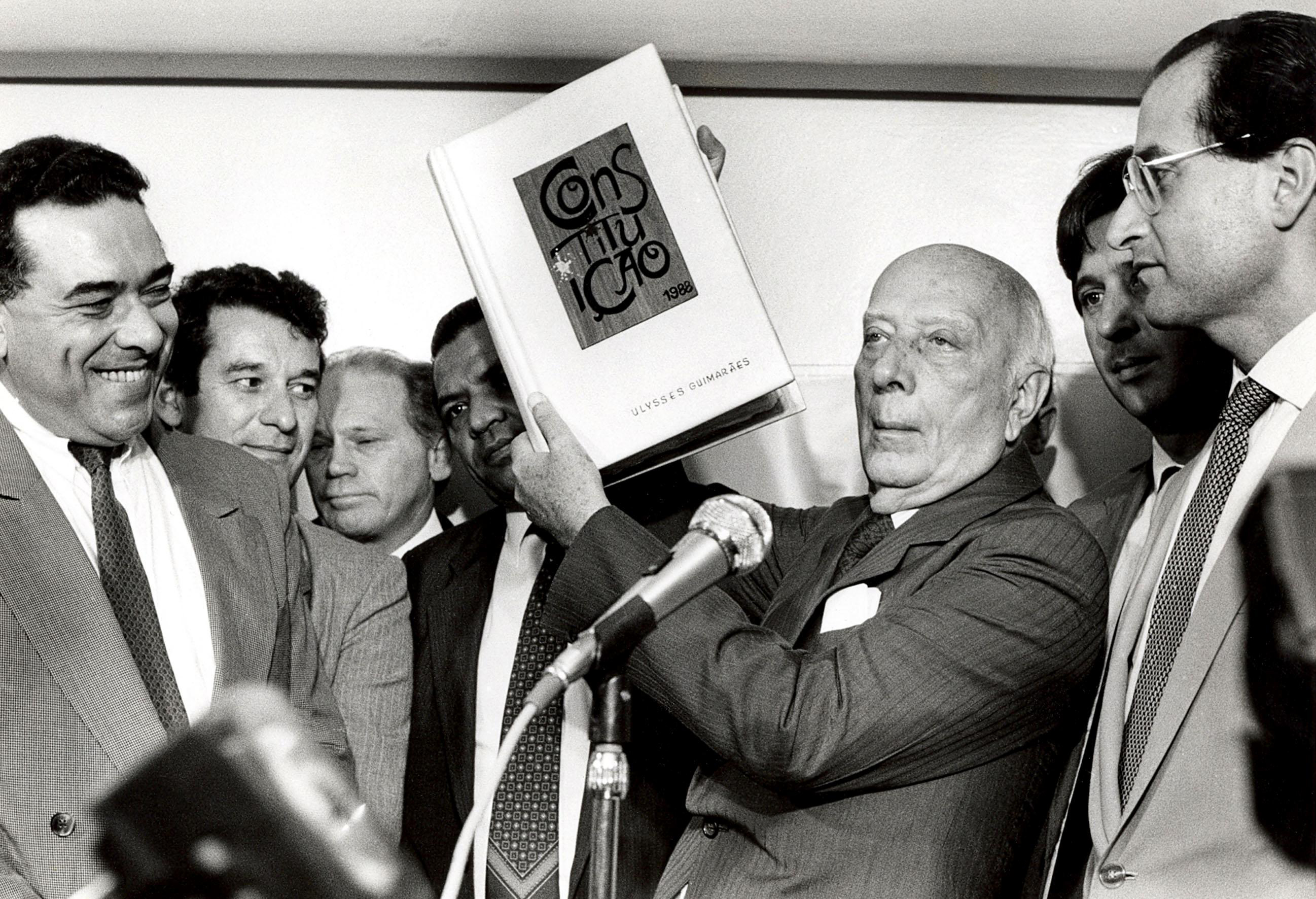
Ulysses Guimarães i la nova Constitució

Tancredo Neves va ser elegit com a president en una elecció indirecta el 1985 i el país va retornar al règim civil i democràtic. Va morir abans d'assumir el poder, i el vicepresident José Sarney va ser designat president. Fernando Collor de Mello va ser el primer president elegit pel vot popular el desembre de 1989. El setembre de 1992, però, Collor va ser impugnat per corrupció i Itamar Franco va ser designat president. En les eleccions del 3 d'octubre de 1994, Fernando Henrique Cardoso va ser elegit president, i reelegit el 1998. Durant el seu període, el Brasil va sofrir diverses crisis financeres, com ara la coneguda com efecte Caipirinha. El 2000, Cardoso va ordenar l'obertura dels arxius militars de l'operació Còndor, una xarxa de dictadures militars sud-americanes establerta per segrestar o assassinar els oponents polítics. El Brasil va ser un dels membres fundadors del Mercosur.

#### Present
El problema més sever del Brasil és la desigual distribució de la riquesa i la renda, una de les més extremes del món. Durant la dècada de 1990, més del 25% dels brasilers sobrevivien amb més d'un dòlar al dia, encara que la nació es consolidaria com la potència econòmica de Sud-amèrica.

## Geografia física

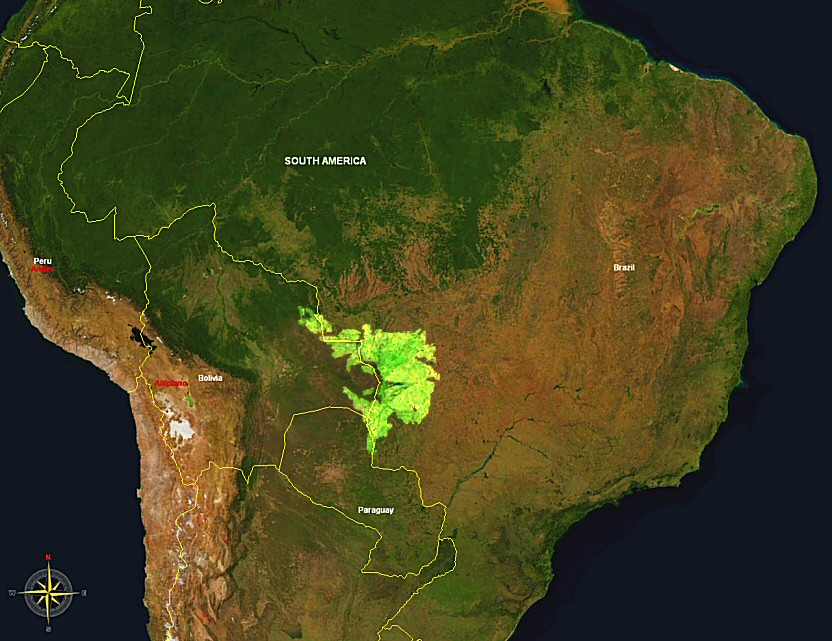
Àrea del Pantanal al Mato Grosso

El Brasil és el país més gran de l'Amèrica llatina i el cinquè més gran del món. Els seus límits són: al sud, l'Argentina, l'Uruguai i el Paraguai; a l'est, l'oceà Atlàntic; al nord, Veneçuela, Colòmbia, Guiana, Surinam i Guaiana francesa; i a l'oest, Bolívia i el Perú.
El relleu del Brasil es resol en tres grans unitats topogràfiques: la conca del riu Amazones, que ocupa el terç nord del país, el massís brasiler, que ocupa gairebé els terços restants i que li serveix de límit pel sud i l'escut guaianès, que la limita en la part septentrional i del qual només una part és brasilera. L'altitud del territori brasiler és en general moderada. No presenta grans cadenes muntanyenques, serralades o similars.
La geografia és diversa, amb paisatges semiàrids, muntanyencs, tropicals, subtropicals, i amb climes que varien del sec al plujós clima tropical equatorial; contrasten també el clima més suau de la regió sud, amb el clima subtropical i les gelades freqüents. Al Brasil, es troben diversos rècords de la geografia mundial, com ara el Pantanal del Mato Grosso do Sul, una de les majors àrees submergides del món, considerada per la UNESCO com a reserva de la biosfera; l'illa del Bananal, al riu Araguaia, l'illa fluvial més gran del món; l'illa del Marajó, l'illa maritimofluvial més gran del món; Anavilhanas, l'arxipèlag fluvial més gran del món, localitzat al riu Amazones, el més gran en volum d'aigua i el més extens de tot el globus terrestre. En comparació, el volum d'aigua del riu Amazones correspon al triple del segon riu més gran en extensió, el riu Congo, a Àfrica. El país conté, també, la reserva d'aigua dolça més gran del planeta, que inclou la conca amazònica i l'aqüífer Guaraní.

### Clima
A conseqüència de factors variats, la diversitat climàtica del territori brasiler és molt gran. D'entre aquests, destaca la fisonomia geogràfica, l'extensió territorial, el relleu i la dinàmica de les masses d'aire. Aquest últim factor és de gran importància perquè afecta directament la temperatura i la pluviositat, provocant les diferències climàtiques regionals. Les masses d'aire que interfereixen més directament són l'equatorial (continental i atlàntica), la tropical (continental i atlàntica) i la polar atlàntica.

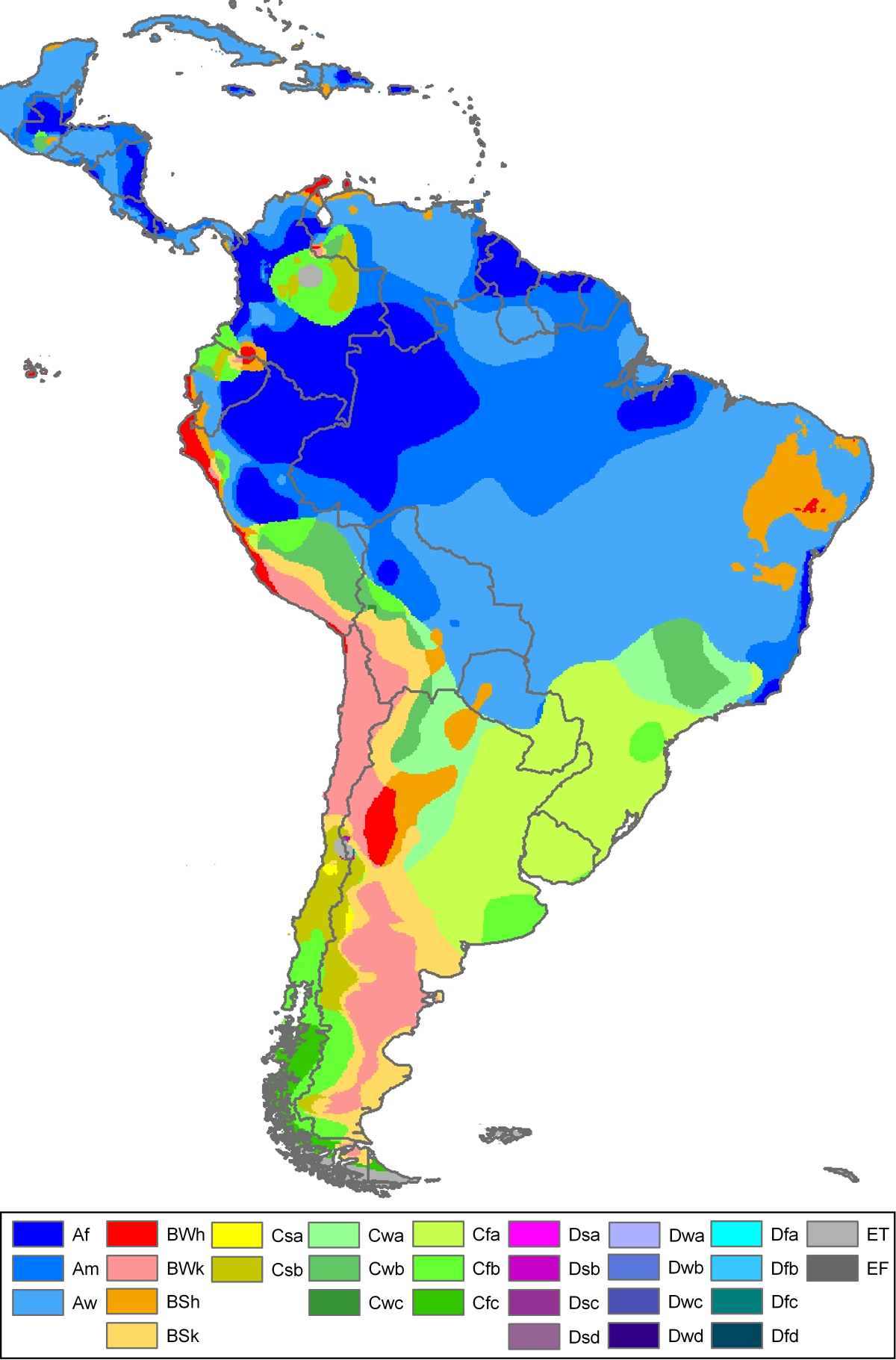
Mapa climàtic del Brasil

El Brasil presenta un clima molt humit amb característiques diverses, com ara el molt humit calent (equatorial), en algunes parts de la regió nord; molt humit mesotèrmic (subtropical), a la Regió Sud de Brasil i sud de São Paulo, i molt humit calent (tropical), en una franja estreta del litoral de São Paulo a Rio de Janeiro, Vitória, sud de Bahia fins a Salvador, sud de Sergipe i nord d'Alagoas.
El clima humit també presenta diverses característiques: clima humit calent (equatorial), a l'Acre, Rondônia, Roraima, al nord de Mato Grosso, així com de l'Amazones, Pará, Amapá i una petita porció a l'oest del Maranhão; clima humit subcalent (tropical), a São Paulo i al sud del Mato Grosso del Sud, i el clima humit calent (tropical), al Mato Grosso do Sul, al sud de Goiás, al sud-oest i una franja estreta de l'oest de Minas Gerais, i una franja de Sergipe i del litoral d'Alagoas a la Paraíba.
El clima semihumit calent (tropical), correspon a l'àrea sud del Mato Grosso do Sul, Goiás, Tocantins, sud del Maranhão, sud-oest del Piauí, Minas Gerais, una franja de Bahia, a l'oest del Rio Grande do Norte i una porció de la regió meridional de Bahia.
El clima semiàrid, molt diversificat quant a la humitat, correspon a una àmplia àrea del clima tropical calent. Així, hi ha el clima semiàrid tou, al nord-est del Maranhão, Piauí i comença al sud de Bahia; el semiàrid mitjà, al Ceará, Rio Grande do Norte, Paraíba, Pernambuco i a l'interior de Bahia; el semiàrid fort, al nord de Bahia i a l'interior de la Paraíba, i el semiàrid molt fort, en petites porcions de l'interior de Paraíba, de Pernambuco i nord de Bahia.
A pesar de la seva variació, el clima al Brasil és relativament estable, sense que hi hagi grans catàstrofes meteorològiques. No obstant això, excepcionalment va haver-hi un cicló tropical el 2004 entre els estats de Rio Grande do Sul i Santa Catarina, conegut com l'Huracà Katrina.
La temperatura més alta registrada al Brasil va ser de 44,7 °C a Bom Jesus a Piauí el 21 de novembre del 2005, i fou tant la major temperatura d'una ciutat com del país sencer. La temperatura més baixa registrada fou de -17,8 °C al Morro da Igreja, a Urubici, el 29 de juny de 1996.

### Hidrografia

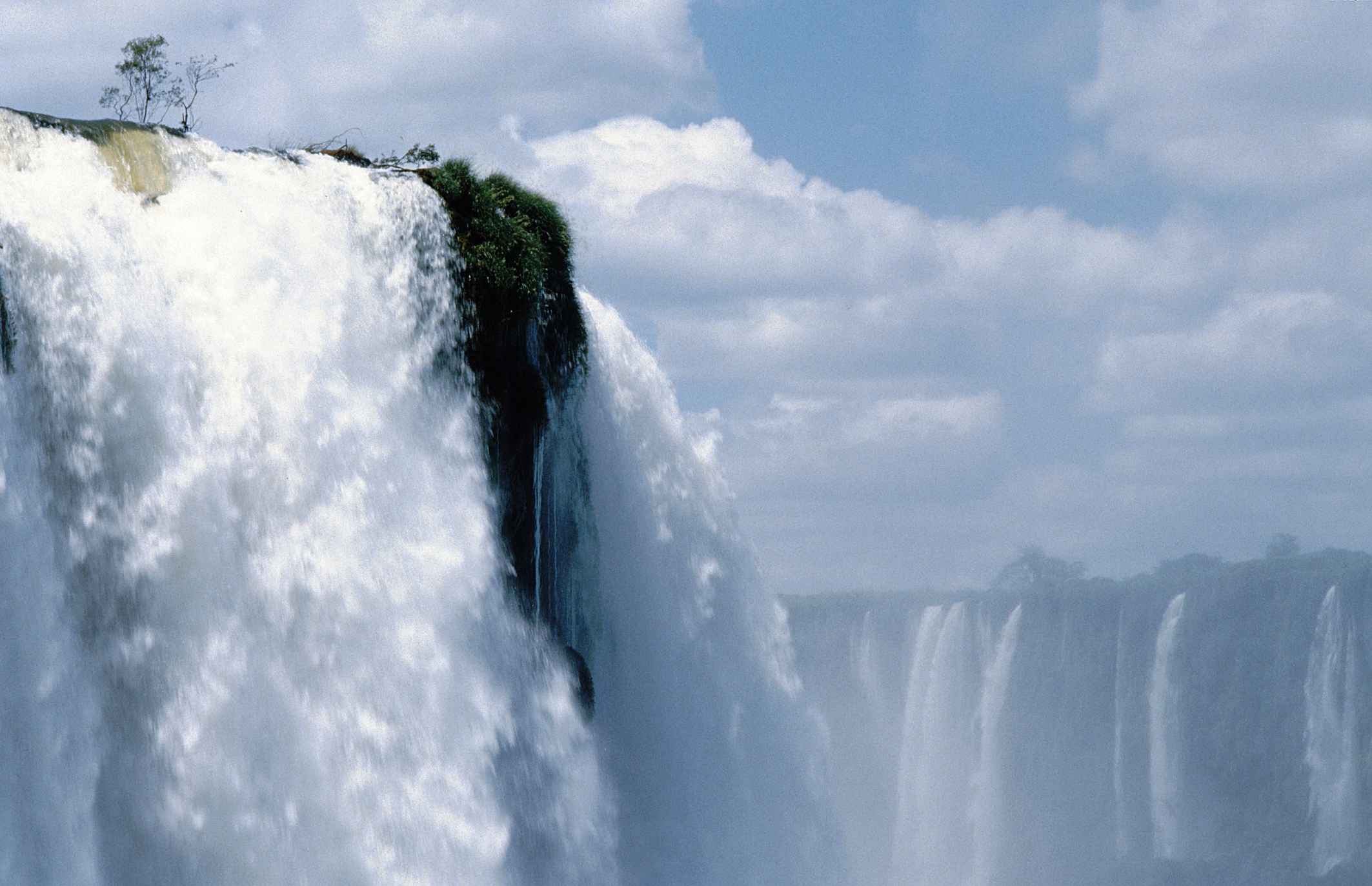
Les cascades de l'Iguaçú, al riu Paranà

El Brasil té la xarxa hidrogràfica més gran del món; els seus rius pertanyen a diverses conques hidrogràfiques. Les majors són:
| Riu               | Conca                   | Afluents                           | Ciutats        | Conca km² | Riu km |
| ----------------- | ----------------------- | ---------------------------------- | -------------- | --------- | ------ |
| Riu Amazones      | Conca amazònica         | Riu Negro Riu Solimões             | Manaus         | 7.000.000 | 6.400  |
| Riu São Francisco | Conca del São Francisco | Riu Paraopeba                      | Juazeiro       | 641.000   | 2.830  |
| Riu Paranà        | Conca de Paranà         | Riu Paranaíba Riu Iguaçú Riu Tietê | Foz do Iguaçu  | 879.860   | 3.998  |
| Riu Paraguai      | Conca del riu Paraguai  |                                    | Cuiabá Corumbá | 1.100.000 | 2.550  |
| Riu Uruguai       | Conca del riu Uruguai   | Riu Gualeguaychú                   | Uruguaiana     | 385.000   | 1.500  |

Els rius Paranà, Paraguai i Uruguai formen el riu de la Plata, per això es diu que formen la conca Platina.

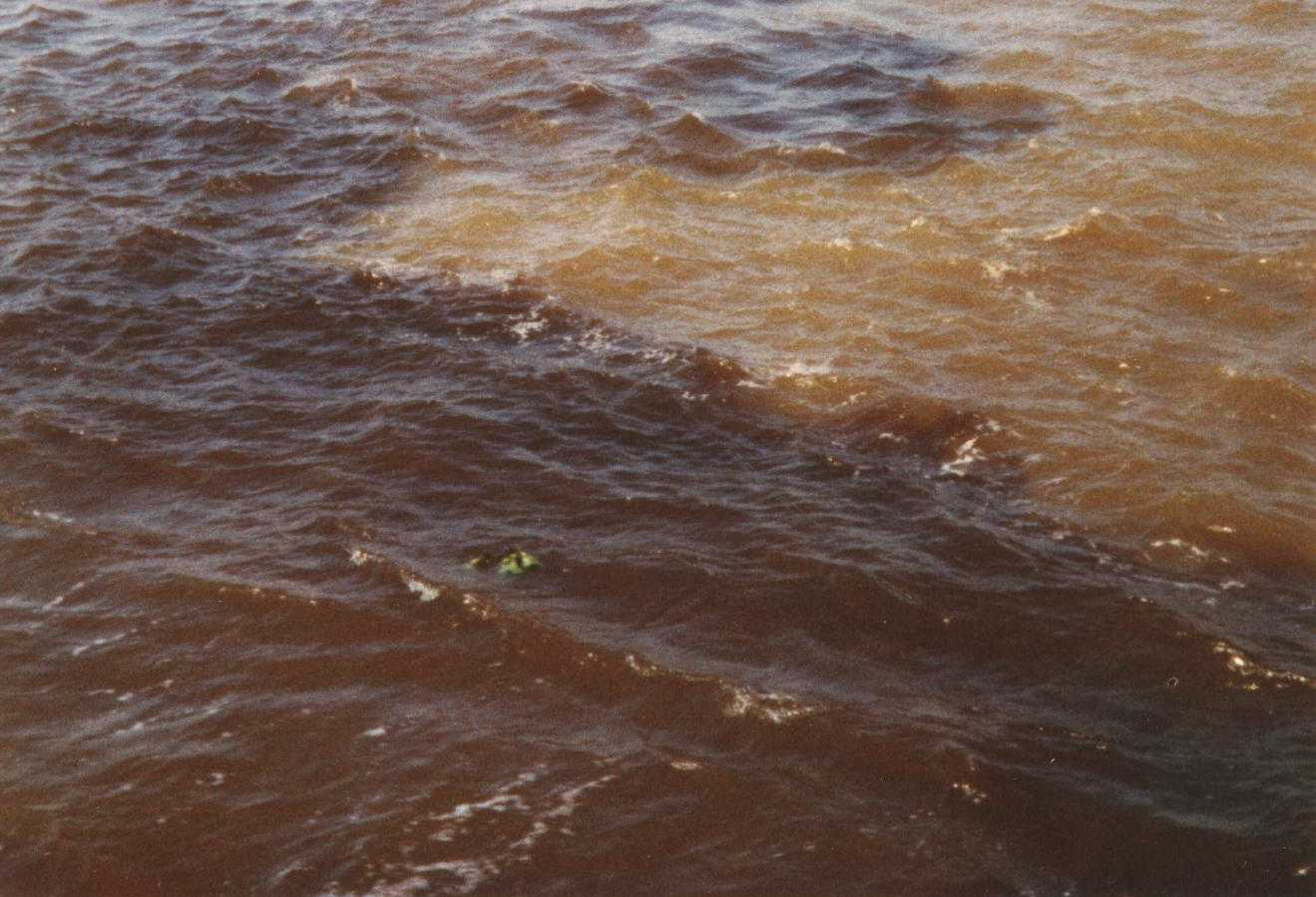
Trobada de les aigües

La conca amazònica és la més gran del Brasil. Hi existeixen a prop de 1.100 rius. El principal n'és el riu Amazones, que neix als Andes peruans. En entrar al Brasil s'anomena riu Solimões fins que rep el riu Negro, i comença a anomenar-se Amazones. El canal del Nord, al costat occidental de l'arxipèlag de Marajó, és considerat la seva desembocadura. A pesar que la ciutat de Manaus està localitzada a la trobada de les aigües del riu Negro i el riu Solimões, la ciutat es troba a la riba del riu Negro, la qual cosa fa de Macapá l'única capital d'un estat brasiler banyada pel riu Amazones. Macapá, la creua la línia de l'equador. S'hi troba un monument on es pot observar el fenomen de l'equinocci.

### Geologia

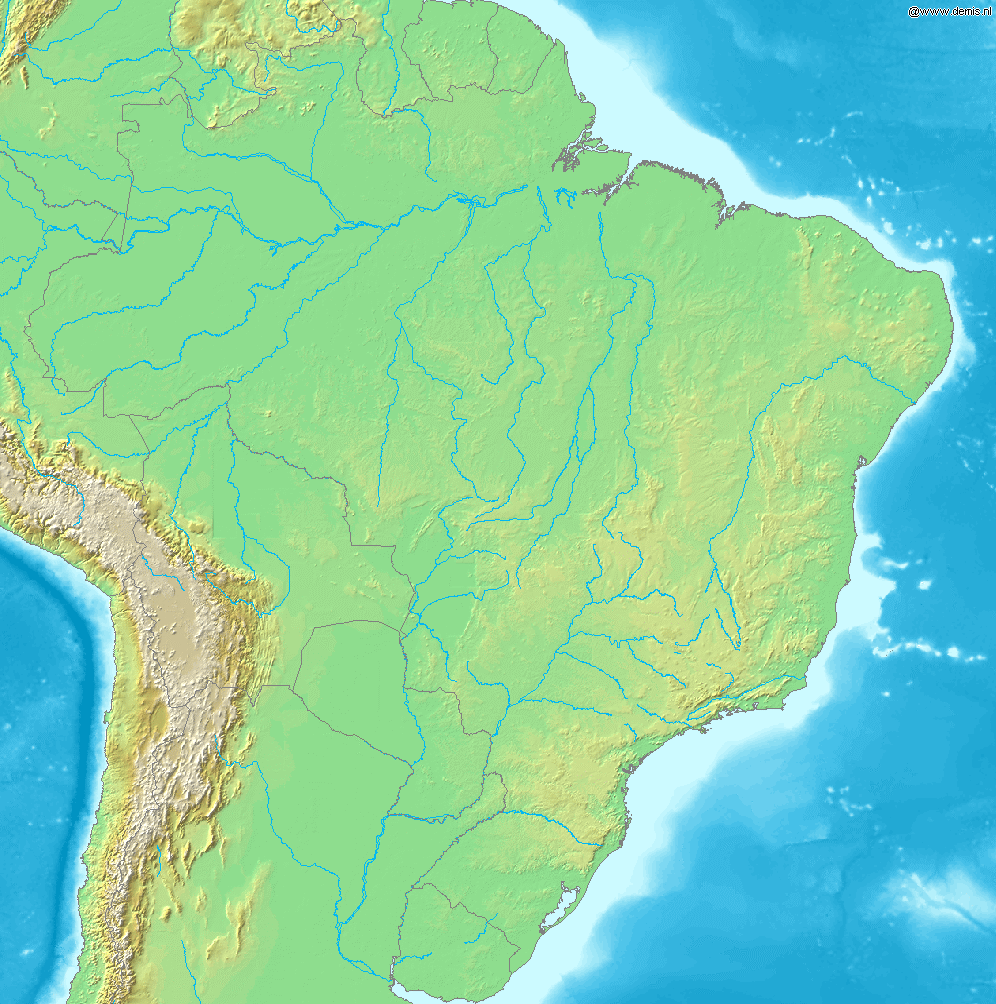
Mapa topogràfic del Brasil

El Brasil té terrenys geològics molt antics i molt diversificats, atesa la seva extensa àrea territorial. No existeixen, tanmateix, cadenes orogèniques modernes, que datin del Mesozoic, com els Andes, els Alps o l'Himàlaia. Per aquest motiu, les altituds modestes són una de les característiques principals de la geomorfologia brasilera. Són excepcionals els punts en què el relleu passa els dos mil metres d'altitud; les majors altituds es troben aïllades a la frontera nord del país, mentre que la majoria de les mitjanes regionals es troben a la regió sud-est, principalment a les fronteres de Minas Gerais i Rio de Janeiro. Les roques més antigues integren àrees d'escut cristal·lí, representades pels cratons: Amazònic, Guianas, São Francisco, Riu de la Plata, acompanyades d'extenses franges mòbils proterozoiques. De l'existència d'aquests cratons advé una altra característica geològica molt important del territori: la seva estabilitat geològica.
Són poc comuns al Brasil els grans moviments sísmics o terratrèmols. Tampoc no hi existeix activitat volcànica expressiva. Les zones més accidentades del relleu són el resultat de doblaments o plegaments antics de la crosta, que daten del proterozoic (franges mòbils). Les àrees de cobertures sedimentares estan representades per tres grans conques sedimentares: la conca del riu Amazones, la conca del Paranà i la conca del Parnaíba, i totes presenten roques d'edat paleozoica.

### Medi ambient

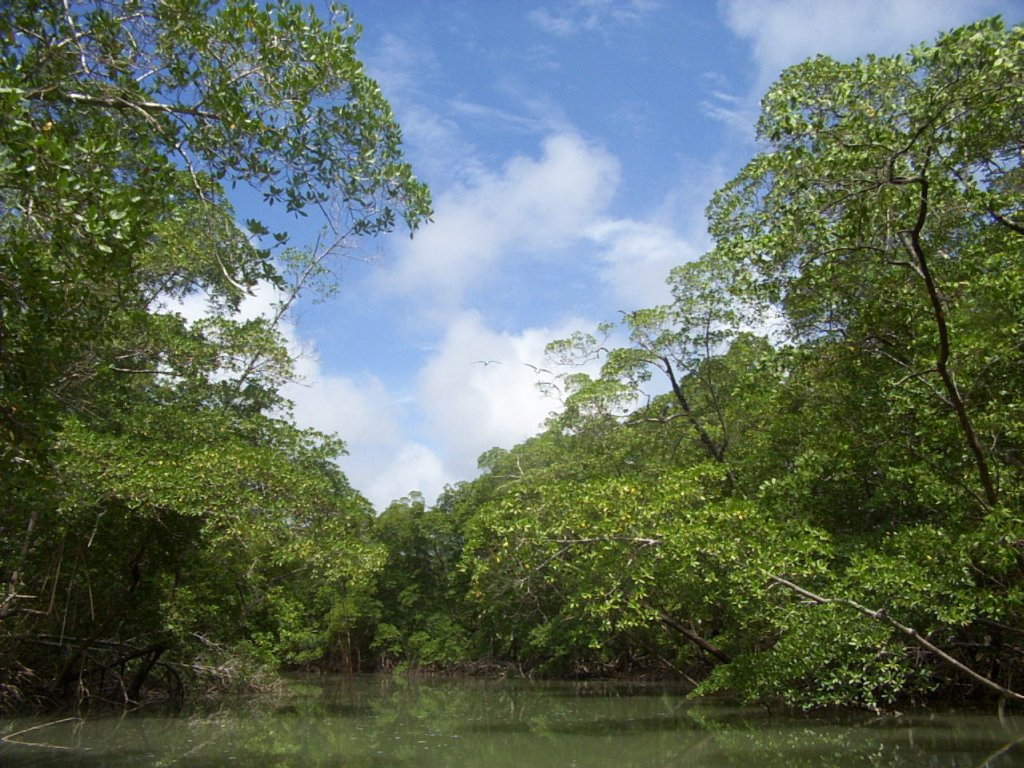
La forest amazònica

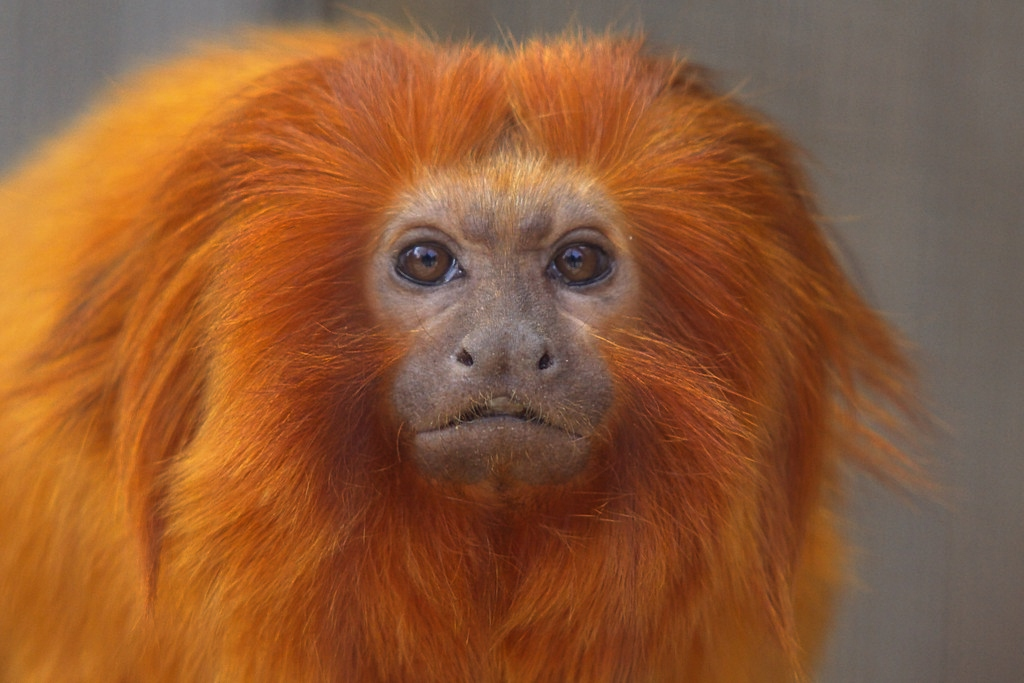
El mico lleó-daurat és un mamífer típic de la Mata Atlàntica brasilera

El Brasil és el país més biodivers del planeta: una de cada cinc espècies es troben al Brasil. Va ser el primer signatari de la convenció sobre la Diversitat Biològica (CDB), i és considerat megabiodivers –el país és responsable d'aproximadament el 14% de la biota mundial– per la Conservation International (CI).
La biodiversitat pot ser qualificada per la diversitat d'ecosistemes, d'espècies biològiques, d'endemismes i en patrimoni genètic.
A causa de la seva dimensió continental i la gran variació geomorfològica i climàtica, el Brasil té sis biomes, 49 ecoregions, ja classificades, i incalculables ecosistemes. Els biomes són:
| Bioma          | Àrea en km² |
| -------------- | ----------- |
| Amazònia       | 6.000.000   |
| Cerrado        | 2.045.064   |
| Mata Atlàntica | 95.000      |
| Pantanal       | 200.000     |
| Les Pampes     | 750.000     |
| Caatinga       | 734.478     |

És gran la pressió internacional perquè el Brasil preservi el seu medi ambient, tasca en què el país ha fallat molt. Exemples en són la destrucció dels seus biomes a l'Amazònia, la selva Atlàntica i el Cerrado. El desastre ecològic més gran de la història del Brasil va ocórrer el 1998, en omplir-se l'embassament de la central hidroelèctrica Enginyer Sérgio Motta (Porto Primavera), al Mato Grosso do Sul, per la Companhia Energética de São Paulo. La central hidroelèctrica, considerada la tercera més ineficient del món, té el llac artificial més gran del Brasil, que és considerat com la destrucció d'un dels més rics ecosistemes del Brasil i del món, el desallotjament de milers de famílies i la mort per ofegament de desenes d'espècies animals en extinció, ja que la CESP no va realitzar el seu salvament. També van desaparèixer diverses espècies vegetals en extinció i la més gran i millor reserva d'argila de Sud-amèrica.

## Geografia política

### Divisió administrativa

1. Regió Centre-Oest
2. Regió Nord-est
3. Regio Nord
4. Regió Sud-est
5. Regió Sud

Les 27 unitats de la federació estan agrupades, amb finalitats estadístiques i, en alguns casos, per ajudar a l'orientació de l'actuació federal, en cinc grans regions: centre-oest, nord-est, nord, sud-est i sud.
Políticament, el Brasil és una federació constituïda per la unió de 26 estats. Cada estat té els seus propis òrgans executius (en la figura del governador), legislatius (Assemblea Legislativa unicameral) i judicials (tribunals estatals). La 27a unitat de la federació és el districte federal del Brasil.
Els estats se subdivideixen en municipis; el nombre dels municipis per estat varia entre quinze (Roraima) i 853 (Minas Gerais), amb un total de 5.564 municipis. Aquestes són les unitats politicoadministratives més petites de la federació i disposen només de poder executiu, exercit per l'alcalde, i del legislatiu, acollit en la cambra municipal. Aquesta última és una entitat amb una història secular en la península Ibèrica i les àrees que aquesta va colonitzar.

### Regions geogràfiques
El Brasil es divideix en cinc regions geogràfiques, agrupades per la seva proximitat territorial i altres característiques geogràfiques, com paisatges i tipus de sòls. La finalitat de la divisió del país en regions és estadística i econòmica. No hi ha, per tant, cap tipus d'autonomia política de les regions. Aquesta divisió té caràcter legal i va ser proposada per l'Institut Brasiler de Geografia i Estadística (IBGE) el 1969. L'IBGE va prendre en consideració només els aspectes naturals en la divisió del país, com ara el clima, el relleu, la vegetació i la hidrologia; per aquesta raó, les regions també són conegudes com a regions naturals del Brasil. Hi ha una excepció en la regió sud-est, que va ser creada tenint en compte aspectes humans (desenvolupament industrial i urbà).
Hi ha també una forma de regionalització no oficial creada per especialistes en geografia, basada en característiques econòmiques. En aquesta regionalització, el Brasil és dividit en tres complexos geoeconòmics: Amazones, nord-est i centre-sud.

### Estats de la federació
El Brasil és una federació constituïda per 26 estats membres i el districte federal. Cada estat té la seva pròpia constitució, a més d'incloure el seu propi poder executiu, judicial i el seu propi parlament. Els estats tenen naturalesa de persona jurídica de dret públic, amb autonomia política, i gaudeixen d'autoadministració, autogovern i autoorganització.

Mapa del Brasil amb les subdivisions estatals

|    | UF                  | Sigla | Capital        | Regió       |
| -- | ------------------- | ----- | -------------- | ----------- |
| 1  | Acre                | AC    | Rio Branco     | Nord        |
| 2  | Alagoas             | AL    | Maceió         | Nord-est    |
| 3  | Amapá               | AP    | Macapá         | Nord        |
| 4  | Amazonas            | AM    | Manaus         | Nord        |
| 5  | Bahia               | BA    | Salvador       | Nord-est    |
| 6  | Ceará               | CE    | Fortaleza      | Nord-est    |
| 7  | Espírito Santo      | ES    | Vitória        | Sud-est     |
| 8  | Goiás               | GO    | Goiânia        | Centre-oest |
| 9  | Maranhão            | MA    | São Luís       | Nord-est    |
| 10 | Mato Grosso         | MT    | Cuiabá         | Centre-oest |
| 11 | Mato Grosso do Sul  | MS    | Campo Grande   | Centre-oest |
| 12 | Minas Gerais        | MG    | Belo Horizonte | Sud-est     |
| 13 | Pará                | PA    | Belém          | Nord        |
| 14 | Paraíba             | PB    | João Pessoa    | Nord-est    |
| 15 | Paraná              | PR    | Curitiba       | Sud         |
| 16 | Pernambuco          | PE    | Recife         | Nord-est    |
| 17 | Piauí               | PI    | Teresina       | Nord-est    |
| 18 | Rio de Janeiro      | RJ    | Rio de Janeiro | Sud-est     |
| 19 | Rio Grande do Norte | RN    | Natal          | Nord-est    |
| 20 | Rio Grande do Sul   | RS    | Porto Alegre   | Sud         |
| 21 | Rondônia            | RO    | Porto Velho    | Nord        |
| 22 | Roraima             | RR    | Boa Vista      | Nord        |
| 23 | Santa Catarina      | SC    | Florianópolis  | Sud         |
| 24 | São Paulo           | SP    | São Paulo      | Sud-est     |
| 25 | Sergipe             | SE    | Aracaju        | Nord-est    |
| 26 | Tocantins           | TO    | Palmas         | Nord        |
| 27 | Districte federal   | DF    | Brasília       | Centre-oest |

### Antàrtida
Hi ha una suposada reivindicació territorial del Brasil d'una regió del continent antàrtic al sud del paral·lel 60°S, originàriament proposada per Therezinha de Castro i Delgado de Carvalho, que mai no va ser reconeguda pel govern. Brasil mai no ha fet una reivindicació territorial, d'una banda, perquè causaria un conflicte innecessari amb l'Argentina i Gran Bretanya, que reivindiquen el territori proposat per Castro i Carvalho, en part perquè la teoria de la confrontació no té la menor base (arriben a invocar el tractat de Tordesillas en els seus arguments).
El 1986, Brasil va establir una base en el continent anomenada Comandant Ferraz, que és la base per a la recerca científica en el continent. La població és de 48 persones a l'hivern i 100 durant l'estiu.
El 2009, s'anuncia una inversió de 8,1 milions d'USD en projectes d'investigació a l'Antàrtida.

### Zona econòmica exclusiva

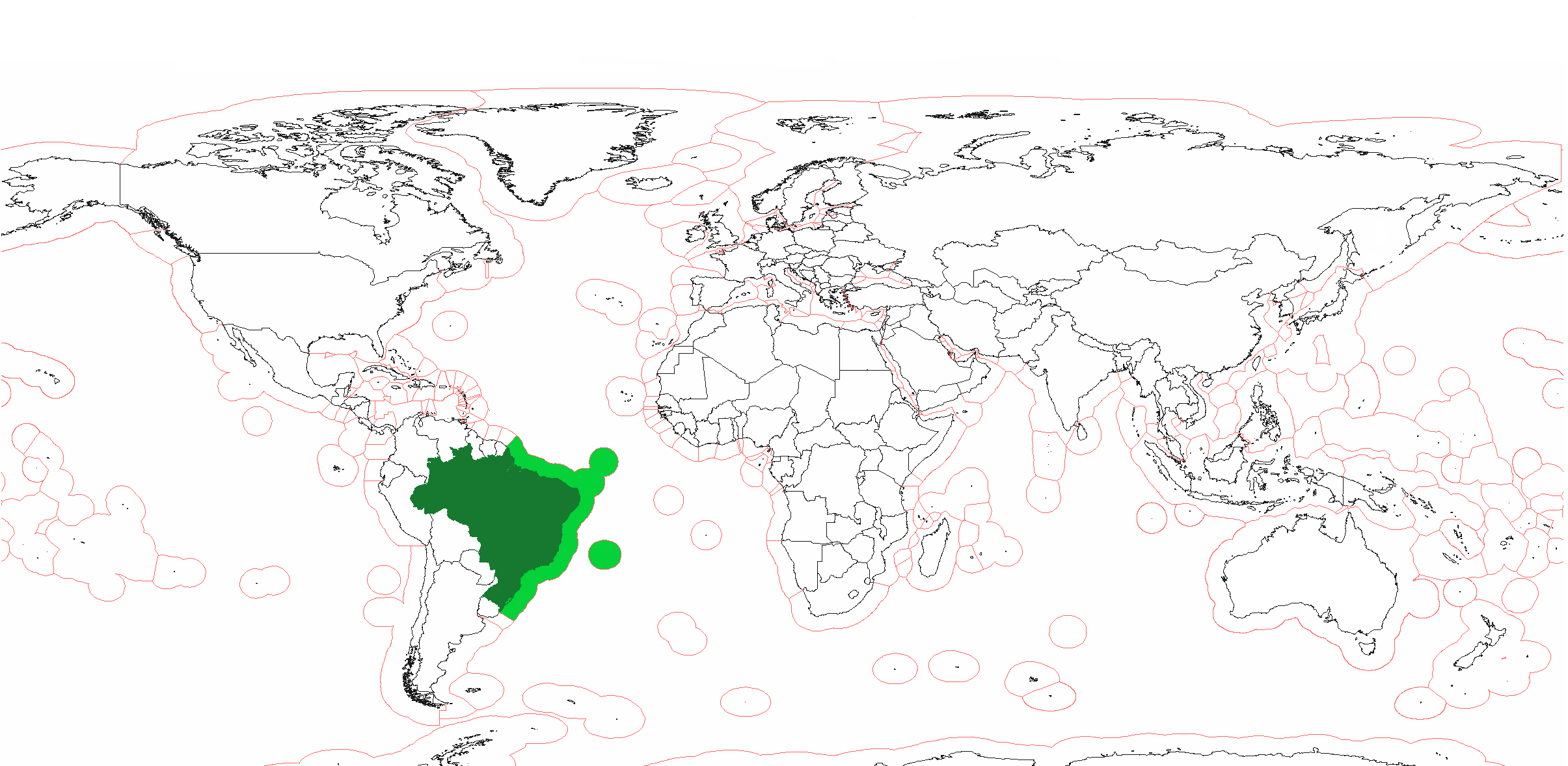
Zones d'exclusivitat econòmica del Brasil

La zona econòmica exclusiva del Brasil, també anomenada Amazònia blava o aigües territorials brasileres, és una àrea d'aproximadament 3,5 milions de quilòmetres quadrats i podria ampliar-se a 4,4 milions de quilòmetres quadrats davant l'al·legació del Brasil davant la Comissió de límits de les Nacions Unides, que proposa l'ampliació de la plataforma continental del Brasil en 900 quilòmetres quadrats de sòl i del subsòl marins que el país pot explorar.

## Política i govern

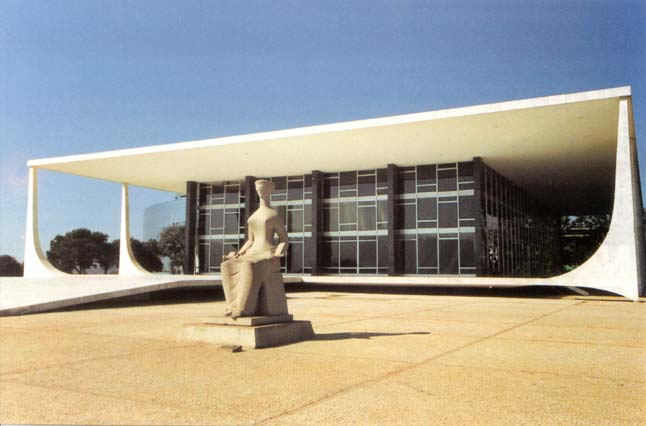
Suprem Tribunal Federal, seu del poder judicial

D'acord amb la constitució de 1988, el Brasil és una república federativa presidencialista. La constitució de 1988 dona amplis poders al govern federal, del qual el president i el vicepresident són elegits de manera conjunta per vot popular per un període de quatre anys. El president té poders executius amplis i és alhora cap d'estat i cap de govern, i té la facultat de designar el gabinet. Té la seva inspiració, quant a la forma d'estat, en el model estatunidenc. No obstant això, el sistema legal brasiler segueix la tradició romanogermànica. Alhora que es fan les eleccions presidencials, es vota també pel Congrés Nacional del Brasil, seu del poder legislatiu, dividit en dues cambres parlamentàries: la Cambra dels diputats, els membres de la qual tenen mandat de quatre anys, i el Senat federal, els membres del qual tenen un mandat de vuit anys i es trien per un terç i dos terços alternadament cada quatre anys. Actualment, s'elegeixen 81 senadors (tres per cada estat del Brasil) i 513 diputats. Els diputats s'elegeixen per mitjà de la representació proporcional i els senadors segons el mètode de l'escrutini uninominal majoritari.

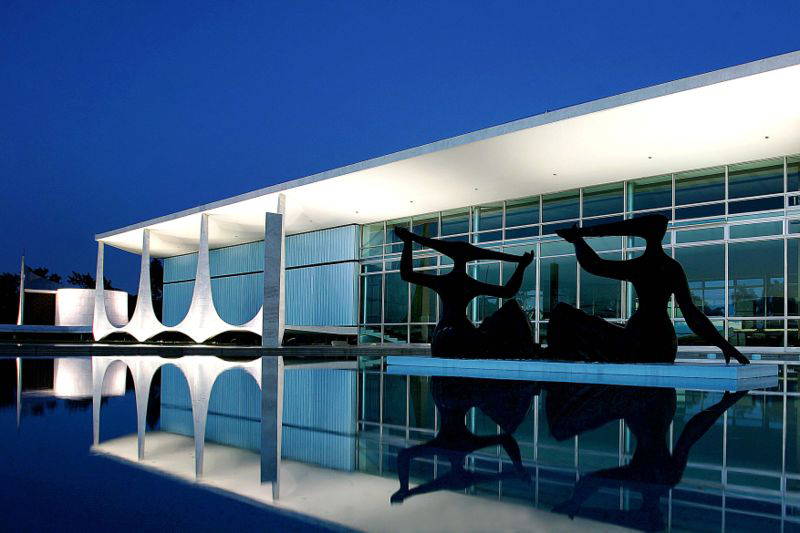
Palau de l'Alvorada, seu del poder executiu del Brasil

Finalment, hi ha el poder judicial, la instància màxima del qual és el Tribunal Federal Suprem, responsable d'interpretar la constitució federal i integrat per onze ministres designats pel president amb aprovació del Senat. El càrrec de ministre és vitalici. El poder judicial també està integrat pel Tribunal Superior de Justícia, Tribunal Superior del Treball, Tribunal Superior Electoral i el Tribunal Superior Militar. Tots jutgen en última instància les matèries de les seves qualificacions.
L'actual president del Brasil és Luiz Inácio Lula da Silva

## Economia

### Indicadors econòmics
El producte intern brut (PPP) del Brasil és el més gran d'Iberoamèrica (PPA), i el segon més gran d'Amèrica darrera dels Estats Units. L'economia brasilera té una gran i desenvolupada agricultura, mineria, manufactura i serveis, amb una ràpida expansió als mercats mundials. Les exportacions més importants del Brasil són cafè, soia, minerals de ferro, taronges, avions i ordinadors. Brasil és un membre del Mercosur, de l'OMC, del G20 i també és uns dels països BRIC.
La majoria de la gran indústria està concentrada al sud i el sud-est del país. El nord-est ha estat tradicionalment la regió menys desenvolupada, encara que ha rebut inversions recentment. El Brasil va realitzar un reeixit programa d'estabilització econòmica, anomenat Pla Real (nom de la seva nova moneda) des de juliol de 1994, ja que havia arribat al 5.000% d'inflació anual.
Des del 2001-03 els salaris reals van caure, i l'economia va créixer només 2,2% anual, ja que el país va absorbir una sèrie de xocs econòmics interns i externs. Però, les polítiques econòmiques dels presidents Cardoso i Lula da Silva van enfortir el sistema financer, evitant-ne el col·lapse. De fet, el 2004, Brasil va experimentar un major creixement amb un increment en els salaris reals i una disminució de la taxa d'atur. La depreciació del real durant el 2001 i el 2002 va provocar un ajustament dramàtic del compte corrent: el 2003 i el 2004, el Brasil va experimentar un superàvit comercial. Els guanys productius, particularment en l'agricultura, també van contribuir a l'increment de les exportacions. Avui dia, el nivell de les exportacions del Brasil és el més gran de Sud-amèrica.
Encara que l'administració econòmica ha estat reeixida, hi ha vulnerabilitats econòmiques, sobretot relacionades amb el deute: el deute intern del govern s'ha estat incrementant constantment des de 1994 a 2003. Millorar la distribució de la riquesa, així com el creixement de la renda individual són els reptes del govern brasiler actual.
El 2004 Brasil va començar a créixer, seguint el camí de l'economia mundial. Això va ser per una política adoptada pel president Lula;, no obstant això, gran part de la premsa es queixa per les altes taxes d'interessos adoptades pel govern. A la fi de 2004 el PIB va créixer 5,7%, la indústria va créixer en la franja del 8% i les exportacions van superar totes les expectatives. No obstant això, el 2005 l'economia es desaccelerà, amb un creixement del 3,2%, i el 2006 fou l'any en què hi va haver una petita millora, amb un creixement del 3,7%, molt baix de la mitjana mundial per a països emergents, del 6,5%. El 2007, superant les expectatives dels especialistes, l'economia es va mostrar escalfada i va tornar a créixer com el 2004, amb creixement previst del 5,4%, després del 4,5% inicialment, tenint la indústria el major creixement. La taxa d'inversió a Brasil se situa entorn del 17% del PIB, molt inferior a l'índex dels altres països emergents. El 2006 el PIB va aconseguir 1.360.869 M€	 en 2021, i des de 1999, amb 562.817 M€	va anar pujant fins al màxim en 2012 de 1.917.708 M€.

### Turisme

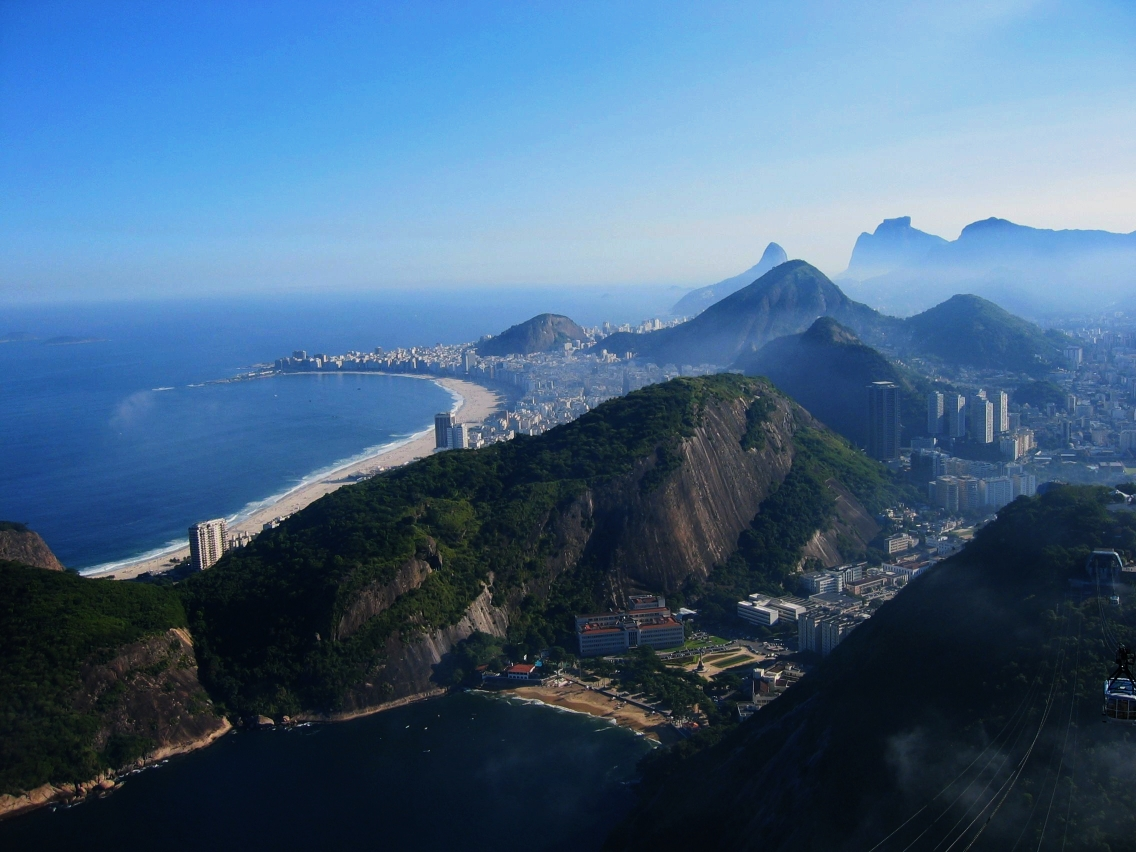
Rio de Janeiro és el centre turístic més visitat del país

El Brasil va atreure, el 2005, prop de cinc milions de turistes estrangers. De l'Argentina en van venir 991 mil, dels Estats Units 792 mil i de Portugal 373 mil turistes, que ocupen respectivament els llocs primer, segon i tercer en el rànquing dels principals emissors de turistes cap al Brasil. Els visitants hi van deixar 4 bilions de dòlars, fent del turisme una important activitat econòmica per al Brasil, generant 678 mil noves ocupacions directes.
El 2008 el Brasil va ingressar més de 4.000 milions d'euros, un 16% superior a la xifra de l'any anterior i amb més de 5 milions de turistes aquest any, xifres semblants als dels anys 2006 i 2007.
Esdeveniments en dates i llocs específics, com el Cap d'any i el Carnaval del Rio de Janeiro, Salvador; Recife i Ouro Preto, el Gran Premi del Brasil de Fórmula 1 de São Paulo és el més gran invitació per a turistes nacionals i estrangers.
Els estats més visitats pels turistes acostumen a ser Rio de Janeiro (34,7%), Santa Catarina (25,1%), Paraná (20,3%), São Paulo (16%), i Bahia (15,5%). Les ciutats més visitades van ser Rio de Janeiro (31,5%), Foz do Iguaçu (17%), São Paulo (13,6%), Florianópolis (12,1%), Salvador (11,5%) i Natal (9,3%). S'espera que amb polítiques regionals d'estímul al turisme aquest fluix es diversifiqui, amb l'increment del turisme ecològic, enfocat en regions com ara l'Amazònia i el Pantanal; en el turisme històric destaquen Estrada Real de Minas Gerais; i en el turisme cívic, Brasília.

### Infraestructures

#### Transports
El sistema de transports adoptat al Brasil es defineix bàsicament per una extensa xarxa de carreteres, havent-hi també un sistema limitat de transport fluvial (a pesar del nombrós sistema de conques hidrogràfiques presents al país), ferroviari i aeri. La intuïció de crear una xarxa de transports connectant tot el país nasqué amb les democràcies desenvolupadores, en especial les dels presidents Getúlio Vargas i Juscelino Kubitschek. En aquella època, el símbol de la modernitat i de l'avanç en termes de transport era l'automòbil. Això provocà una especial atenció d'aquests governants a la construcció de carreteres. Des d'aleshores, Brasil té una xarxa viària basada en el transport per carretera.

##### Transport aeri

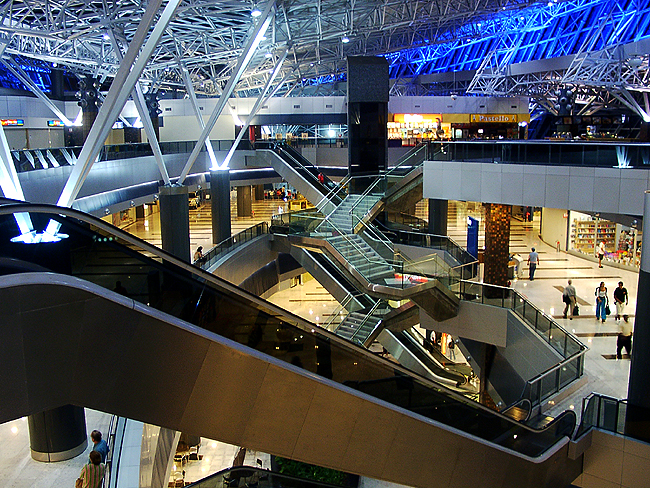
Aeroport de Recife, Pernambuco

El país acull importants aeroports internacionals, i és la destinació d'una sèrie de rutes aèries internacionals. No obstant això, les empreses internacionals normalment treballen només amb un nombre limitat d'aeroports, i això fa que el transport dintre del país es faci amb una sèrie d'escales. L'aviació brasilera va créixer molt els últims anys. Amb el sorgiment de noves companyies aèries i la modernització de les ja existents, va ser possible augmentar el nombre de seients disponibles en la xarxa aèria. La companyia Gol lidera el rànquing de les empreses de baix cost, i pot així oferir tarifes atractives a tots els brasilers. Amb la competència entre les companyies va ser possible millorar el servei i reduir tarifes.

##### Transport terrestre
Malgrat tenir les carreteres com a principal forma de trànsit en l'àmbit nacional, aquestes no comprenen una xarxa eficaç, segura i moderna; gran part de les connexions interurbanes en el país, en regions de gran demanda, encara es fan per carreteres de terra o carreteres amb pavimentació gairebé inexistent. Durant l'època de pluges, la majoria de les carreteres s'omple de forats, i són comuns, encara que en més petita quantitat, esllavissaments de terra i caigudes de ponts, que provoquen moltes vegades perjudicis per al transport de càrregues així com accidents i morts.
Les carreteres del país que es troben en bones condicions (amb poques excepcions) generalment formen part de concessions a la iniciativa privada; així, encara que presentin extrema qualitat, estan subjectes a peatges. La carretera dos Bandeirantes i la carretera dos Immigrants són exemples d'aquest sistema. El transport per carretera de passatgers del país comprèn una xarxa extensa i intricada, i són possibles viatges que, a causa de la seva durada, en altres països només són possibles per via aèria.

##### Transport ferroviari

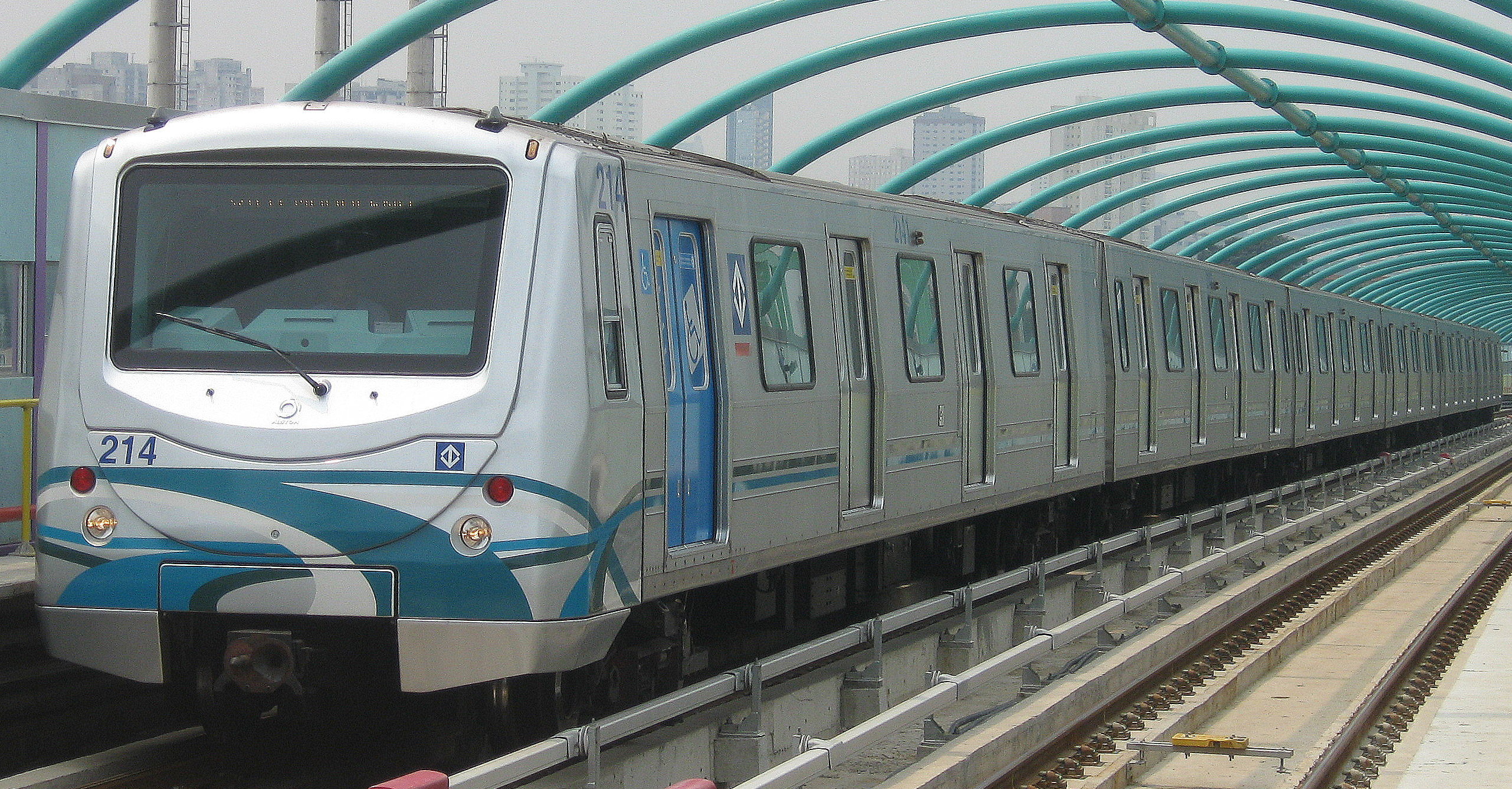
Metro de São Paulo

La xarxa ferroviària brasilera té una extensió de 30.374 km i està present en les més diverses regions del país. La construcció de les línies van ocórrer en períodes diferents, cosa que va ocasionar la falta d'estandardització de vies (es pot trobar fins a tres amplàries de vies: 0,60 m, 1,00 m i 1,60 m) i la consegüent dificultat en la integració de les vies. Fins a 1997, la xarxa brasilera era operada i mantinguda per la RFFSA, Xarxa Ferroviària Federal SA, societat mixta que integra l'administració indirecta del govern federal, els serveis de la qual incloïen línies regulars de passatgers i transport de càrregues. Amb la privatització de la RFFSA, la xarxa va ser dividida en regions i arrendada per a explotació de concessionàries privades.
Actualment les transportadores de càrregues ferroviàries són: ALL (Amèrica Llatina Logística), MRS Logística, FCA (ferrovia Centro-Atlântica), FTC (ferrovia Teresa Cristina), EFVM (carretera de ferro Victòria la Mines), CFN (Companyia Ferroviària del Nordeste), FERROBAN (Ferrovias Bandeirantes), FERRONORTE (Ferrovias Nord del Brasil) i EFC (carretera de ferro Carajás), que juntes transporten grans volums de mineria, màquines agrícoles, combustible, paper, fusta, contenidors, entre d'altres.
L'única línia de passatgers que encara preserva serveis diaris de llarga distància amb relatiu confort és la connexió Belo Horizonte-Vitória (Espírito Santo). No obstant això, encara existeixen alguns serveis d'interès exclusivament turístic en funcionament, tals com les línies Curitiba-Paranaguá i Bento Gonçalves-Carlos Barbosa.

#### Energia

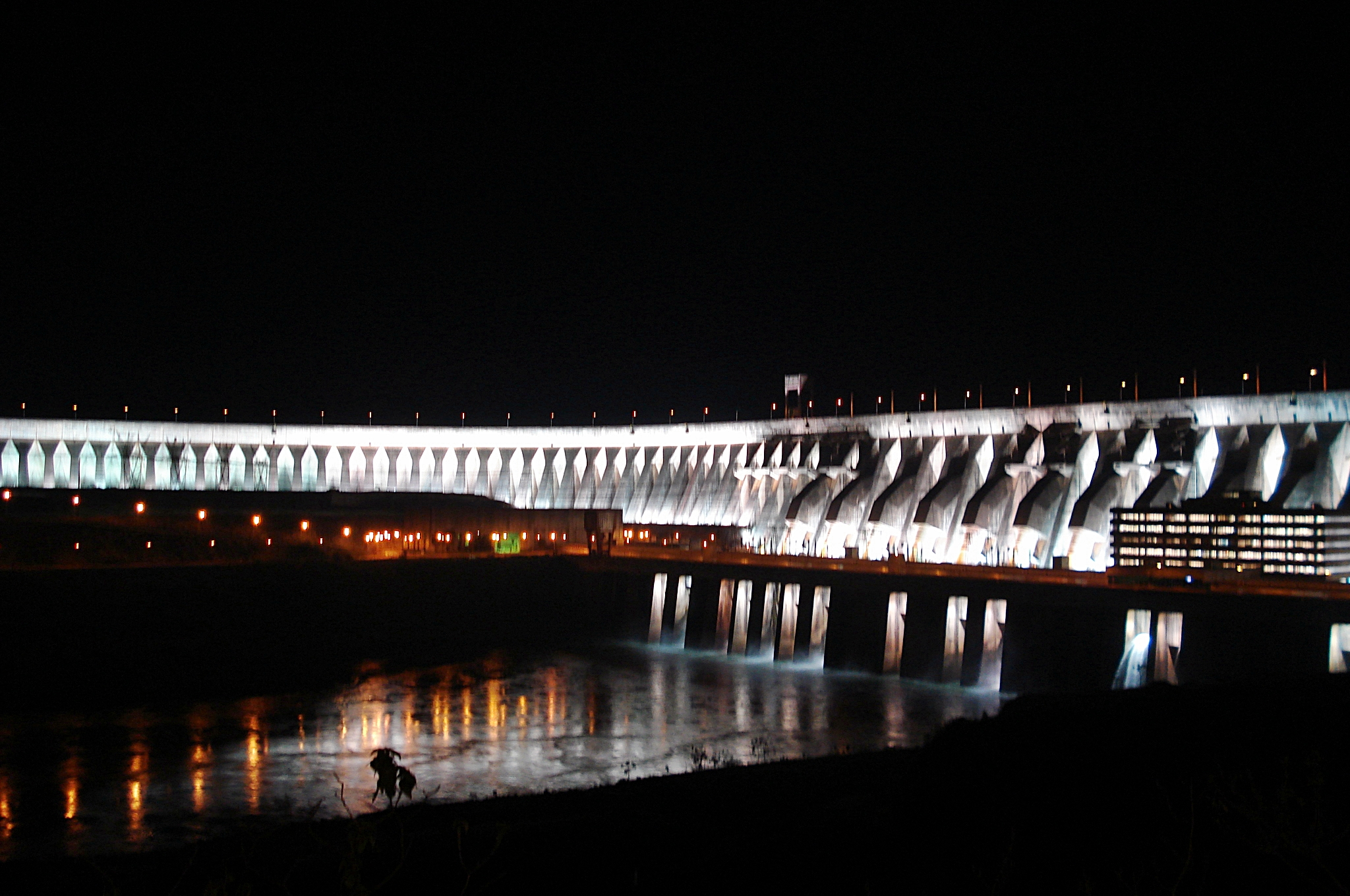
Hidroelèctrica d'Itaipú al riu Paranà: aporta el 20% de la producció elèctrica del país

Brasil és el desè major consumidor d'energia del món i el tercer més gran en l'hemisferi occidental, darrere dels Estats Units i el Canadà. La base energètica brasilera es basa en fonts renovables, en particular l'energia hidroelèctrica i l'etanol, i les fonts d'energia no renovables com el petroli i el gas natural. En les últimes tres dècades, Brasil ha treballat per crear una alternativa a la benzina viable. Amb el seu consum de combustible de base de canya de sucre, la nació pot ser independent energèticament. El proalcohol, que es va originar en la dècada de 1970, en resposta a les incerteses del mercat del petroli, va tenir èxit intermitent. No obstant això, la majoria dels brasilers utilitza l'anomenat flex, els vehicles de combustible que funcionen amb etanol o gasolina, i permet al consumidor l'opció més barata de subministrament en cada moment, sovint l'etanol.
Els països amb alt consum de combustible, com l'Índia i la Xina, estan seguint el progrés del Brasil en aquesta àrea. D'altra banda, països com Japó i Suècia són importadors d'etanol del Brasil per ajudar a complir amb les seves obligacions ambientals estipulades en el protocol de Kioto.
Brasil té la segona major reserva de cru d'Amèrica del Sud i és un dels productors de petroli que han augmentat la producció en els darrers anys. El país és un dels més importants en la producció d'energia hidroelèctrica. De la seva capacitat total de generar electricitat, la qual cosa correspon a 90.000 megawatts, dels 66.000 megawatts d'energia hidroelèctrica (74%), el (20%) de la qual es produeix a la hidroelèctrica d'Itaipú L'energia nuclear representa aproximadament el 4% de l'energia del Brasil. Brasil pot convertir-se en una superpotència en la producció mundial de petroli, amb els descobriments més importants d'aquesta característica en els darrers temps en la conca petrolífera de Santos.

### Mitjans de comunicació
La televisió al Brasil es va iniciar oficialment el 18 de setembre de 1950, impulsada per Assis Chateaubriand, que va fundar la primera estació de televisió al país, TV Tupi. Des de llavors, la televisió ha crescut amb la creació de xarxes de gran mida, com Globo, SBT i Record. Avui en dia, la televisió és un factor important en la cultura popular moderna de la societat brasilera. La TV digital al Brasil va començar a les 20:30 el 2 de desembre de 2007, inicialment a la ciutat de São Paulo.
La ràdio apareix al Brasil el 7 de setembre de 1922, i la primera emissió fou un discurs que va ser pronunciat per l'aleshores president Epitácio Pessoa, però la instal·lació de la ràdio, de fet, només es va produir el 20 d'abril de 1923 amb la creació de Ràdio Societat de Rio de Janeiro. En la dècada de 1930 començava la ràdio comercial, amb el permís de la programació amb anuncis comercials, comportant la contractació d'artistes i el desenvolupament tècnic per al sector. Amb l'adveniment de la ràdio i la popularitat de la programació en la dècada de 1940, comença a arribar l'era daurada de la ràdio brasilera, que va provocar un impacte en la societat brasilera similar al que la televisió produeix en l'actualitat. Amb la creació de la televisió, la ràdio passa per transformacions; les comèdies, els artistes, novel·les i programes en directe se substitueixen per la música i els serveis públics. A la dècada de 1960 apareix la ràdio FM que porta més música per a l'oient.

## Geografia humana i societat

### Demografia i dinàmica poblacional

Piràmide de població

Mapa (2022) dels estats brasilers per densitat poblacional

El Brasil té prop de 200 milions d'habitants. Al llarg dels últims anys, el creixement demogràfic del país ha disminuït en ritme, que era molt alt fins a la dècada del 1960. El 1940, el cens indicava 41.236.315 habitants; el 1950, 51.944.397 habitants; el 1960, 70.070.457 habitants; el 1970, 93.139.037 habitants; el 1980, 119.002.706 habitants; i finalment el 1991, 146.825.475 habitants.
Les raons de la disminució del creixement demogràfic es relacionen amb la urbanització i la industrialització, i amb els incentius a la reducció de la natalitat (com la disseminació d'anticonceptius).
La piràmide de població brasilera encara es presenta fortament triangular, amb una base ampla i un cim estret, demostrant que existeixen moltes morts entre els joves els primers anys de vida. La població jove (fins a 19 anys) constitueix més d'un terç del total. Sumada a una petita població d'ancians (menys d'un desè), aquest contingent constitueix la població econòmicament inactiva, que necessita ser mantinguda per la població econòmicament activa.

### Àrees metropolitanes
Les àrees metropolitanes més importants del Brasil són:

### Ètnies
La majoria de la població brasilera, el 52,1%, és d'ascendència europea, principalment de Portugal, d'Itàlia, Espanya, Alemanyaailtres països europeus, així com àrabs, principalment del Líban i Síria. El 41,4% són d'origen africà i europeu (pardos), i el 5,9% és d'origen africà. Els amerindis i la immigració d'origen asiàtic (principalment japonesos) representen el 0,el 6%
 de la població. Quant a l'origen de la població brasilera, els estudis genètics han mostrat un predomini de la contribució europea en la línia paterna i una contribució relativament igual d'africans, europeus i americans nadius en la materna.
L'Institut Brasiler de Geografia i Estadística (IBGE) classifica la població brasilera en cinc grups: blanc, negre, mulat, groc i indígenes, basats en el color de la pell o l'ètnia. La PNAD (Enquesta Nacional de Llars) del 2003 va trobar que Brasil està compost per 90,57 milions de blancs, 69,45 milions de mulats, 10,28 milions de negres i 1,09 milions de grocs i amerindis.
En comparació amb altres censos en les últimes dues dècades, és la primera vegada que el nombre de blancs no excedeix del 50% de la població. El 2000, els blancs eren el 53,7% en el cens. En comparació, el nombre de mulats van augmentar de 38,5% a 42,6% i els negres el 6,2% a 6,9%. Segons l'IBGE, aquesta tendència es deu a la revaloració de la identitat històrica dels grups històricament discriminats ètnicament. La composició ètnica dels brasilers no és uniforme en tot el país, a causa del gran flux d'immigrants europeus al sud del Brasil al segle xix, la majoria de la població és blanca: 79,6%. Al nord-est, a causa de la gran quantitat d'africans que treballen a les plantacions de canya de sucre, el nombre de mulats i negres són la majoria, 62,5% i 7,8%, respectivament. Al nord, en gran part coberta per la selva, la majoria de persones són mulates (69,2%), a causa del component indígena. Al sud-est i centre-oest, els percentatges dels diferents grups ètnics són molt similars.
Segons la Constitució brasilera de 1988, el racisme és un delicte no susceptible de fiança i amb pena de presó.

### Llengües

#### Portuguès

Països i regions on la llengua portuguesa es parla o és oficial

La llengua oficial del Brasil és el portuguès, idioma que és parlat i escrit per la immensa majoria de la població. El portuguès és la llengua usada per les institucions d'ensenyament, en els mitjans de comunicació i en els negocis. El Brasil és l'únic país de llengua portuguesa d'Amèrica.
L'idioma parlat i escrit al Brasil és parcialment diferent de l'utilitzat a Portugal i als altres països lusòfons. Per raó de les diferències geogràfiques i culturals entre el Brasil i Portugal, i també de les diferents polítiques lingüístiques construïdes pels dos països al llarg dels anys, el portuguès brasiler i el portuguès europeu no han evolucionat de manera uniforme. Hi ha divergències entre les normes cultes de les variants de la llengua, sobretot en la fonètica, l'ortografia i el sistema pronominal. Així i tot, aquestes diferències no dificulten la comprensió mútua. Hi ha encara diverses variacions dialectals internes en el portuguès brasiler, que es relacionen sobretot amb les diferències regionals i socials.
La llengua de signes brasilera també és considerada un mitjà de comunicació legal en el país.

#### Llengües indígenes i d'immigrants
S'estima que es parlaven més de mil llengües al Brasil quan el territori va ser explorat pels europeus. Actualment, aquesta xifra s'ha reduït a 180 llengües. De les 180 llengües, tanmateix, només 24, és a dir, el 13%, tenen més de mil parlants; 108 llengües, o el 60%, tenen entre cent i mil parlants; mentre que 50 llengües, o 27%, tenen menys de 100 parlants i la meitat d'aquestes, o 13%, tenen menys de 50 parlants. Aquestes estadístiques mostren que moltes d'aquestes llengües es troben en perill d'extinció.
Els primers anys de colonització, les llengües indígenes eren parlades fins i tot pels colons portuguesos, que van adoptar un idioma mixt basat en la llengua tupí. Ja que va ser parlada per gairebé tots els habitants del Brasil d'aleshores, fou coneguda com a llengua general. No obstant això, al segle xviii, la llengua portuguesa es va fer oficial al Brasil, amb la qual cosa aquesta llengua comuna ha gairebé desaparegut.
Al llarg dels segles, els indis van ser exterminats o van adaptar-se a la cultura dels colons; amb això, centenars dels seus idiomes han desaparegut. Actualment, els idiomes indígenes es parlen sobretot en el nord i centre-oest. Les llengües més parlades són del tronc tupí-guaraní.
A més de les desenes de llengües autòctones, es parlen dialectes d'origen al·lòcton en colònies rurals molt aïllades del Brasil meridional, en especial l'hunsrückisch i el talian (o vènet brasiler), d'orígens alemany i italià, respectivament

### Religió

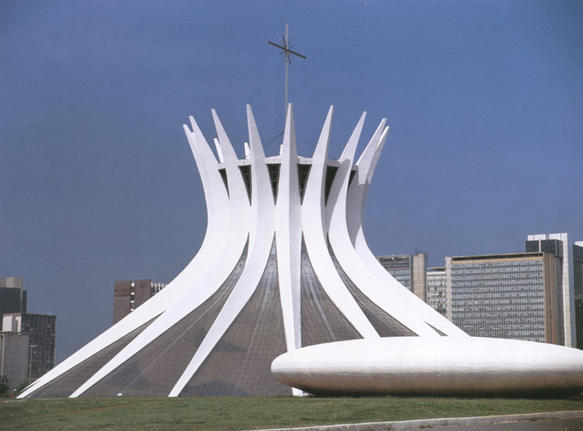
La catedral de Brasília

Com a estat constitucionalment laic, el Brasil no té cap religió oficial des del 1891, i la discriminació als seguidors de qualsevol religió és il·legal. No obstant això, la major part de la població del país és, tradicionalment, fidel de l'Església catòlica romana, la influència d'aquesta religió és innegable en diversos moments del passat i fins i tot del present. Però, aquesta influència ha de ser relativitzada a causa del gran sincretisme religiós existent en el país (tot i que el Brasil és considerat el país catòlic més gran del món en nombres absoluts).
El predomini del catolicisme romà tendeix a decréixer quan es té en compte el recent ascens del protestantisme i la importància històrica de les religions afrobrasileres, el candomblé i la umbanda, en la formació cultural i ètica del poble brasiler, tot i ser perseguides fins al començament del segle xx, quan la pràctica religiosa no catòlica era reprimida per la policia. A més d'això, és pertinent assenyalar el sorgiment de noves religions d'origen oriental o esotèric, fins aleshores gairebé desconegudes per la societat brasilera.

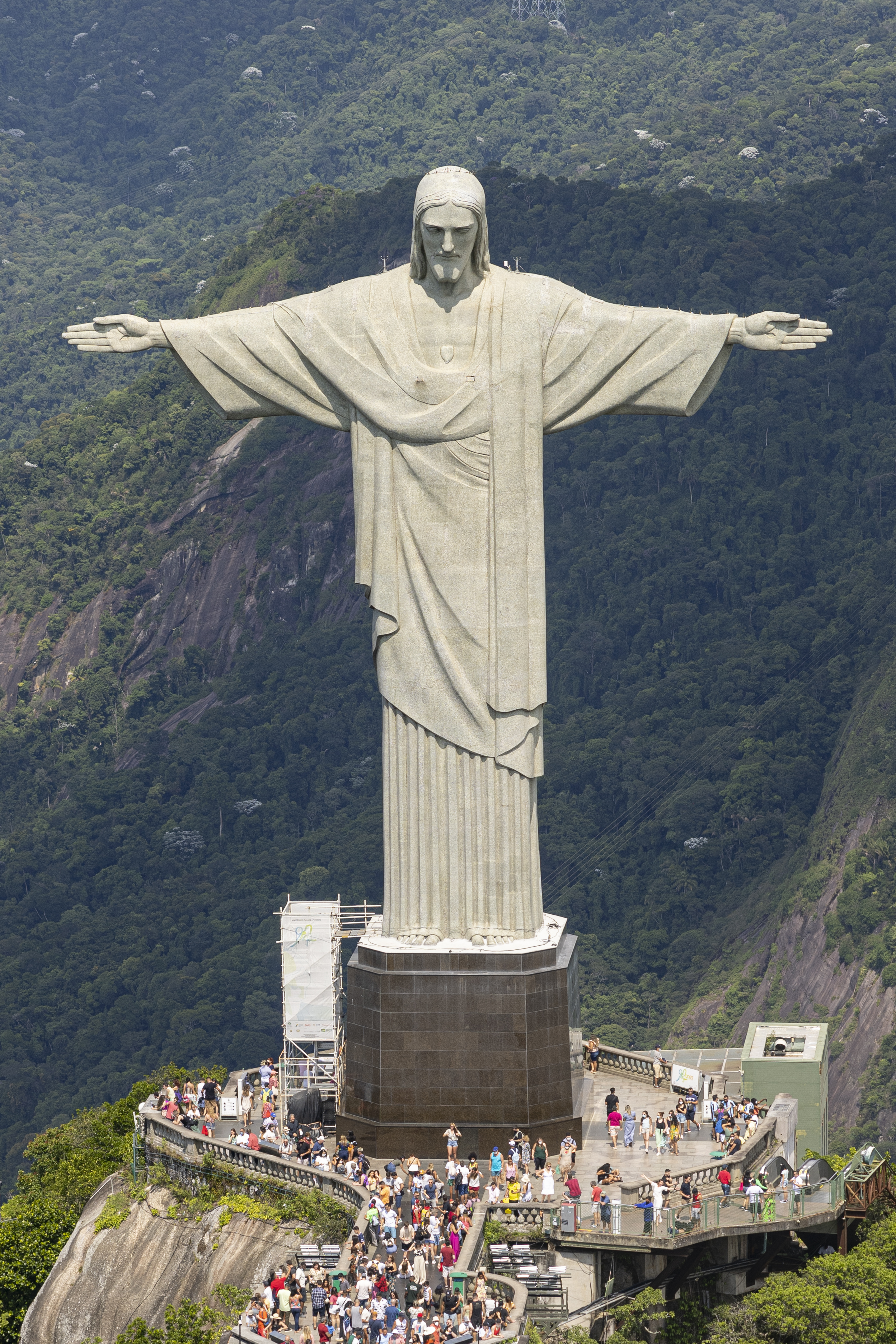
L'estàtua del Crist Redemptor, a Rio de Janeiro

El cens de població, realitzat el 2010 per l'IBGE, va apuntar la següent composició religiosa al Brasil:
| Religió                                                             | Fidels | Percentatge |
| ------------------------------------------------------------------- | ------ | ----------- |
| Catòlics                                                            | 123 M  | 64,6%       |
| Protestants (evangèlics o pentecostals)                             | 42,3 M | 22,2%       |
| Sense religió (agnòstics o ateus)                                   | 15,3 M | 8%          |
| Espiritistes                                                        | 3,8 M  | 2%          |
| Religions tradicionals africanes Candomblé, Tambor de mina, Umbanda |        | 0,3%        |
| Altres                                                              |        | 3,2%        |

- 1,8% es declaren seguidors d'altres religions, com els adventistes[77] (1,2 milions), els testimonis de Jehovà (1,1 milions), l'Església dels sants dels últims dies o mormons (800 mil), els budistes (215 mil), els messiànics (109 mil), els jueus (87 mil), els esotèrics (58 mil) i els musulmans (27 mil).

### Educació

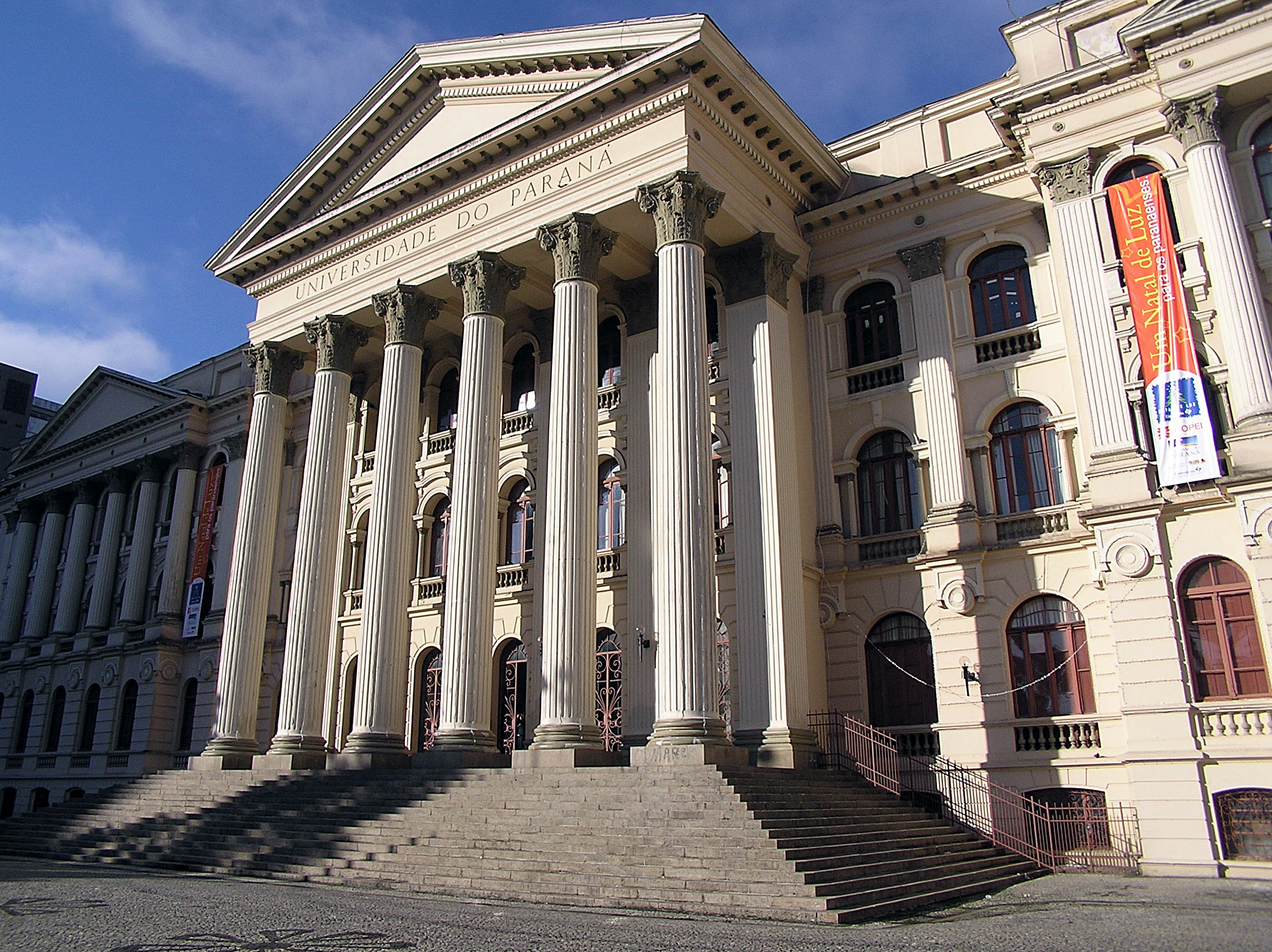
Universitat de Paranà

La Constitució federal i la llei de Directrius i Bases de l'Educació Nacional (LDB) determinen que el govern federal, els estats, el districte federal i els municipis hauran de gestionar i organitzar els seus respectius sistemes educatius. Cada un d'aquests sistemes d'ensenyament públic és responsable del seu propi manteniment, que administra els fons, així com els mecanismes i fonts de finançament. La nova constitució reserva el 25% del pressupost de l'estat i el 18% dels impostos federals i els impostos locals per a l'educació.
Segons la PNAD, el 2007, la taxa d'alfabetització de la població brasilera era del 90%, cosa que significa que 14,1 milions (10% de la població) de persones continuen sent analfabetes al país; l'analfabetisme funcional ha arribat a 21,6% de la població. L'analfabetisme és més gran al nord-est, on el 19,9% de la població és analfabeta. A més, segons la PNAD, el percentatge de persones en l'escola el 2007 va ser del 97% en l'edat 6 a 14 anys i el 82,1% entre 15-17 anys, mentre que la mitjana de temps total d'estudi entre els majors de 10 anys va ser d'una mitjana de 6,9 anys.
Comença l'educació superior amb cursos de pregrau o seqüencial, que poden oferir cursos opcionals en diferents carreres acadèmiques o professionals. Depenent de l'elecció, els estudiants poden millorar la seva formació acadèmica amb postgraus o especialització.
La Universitat de São Paulo és considerada com la més prestigiosa d'Amèrica llatina i la 121a del món.

### Catalans al Brasil

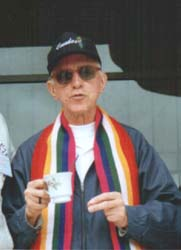
Pere Casaldàliga

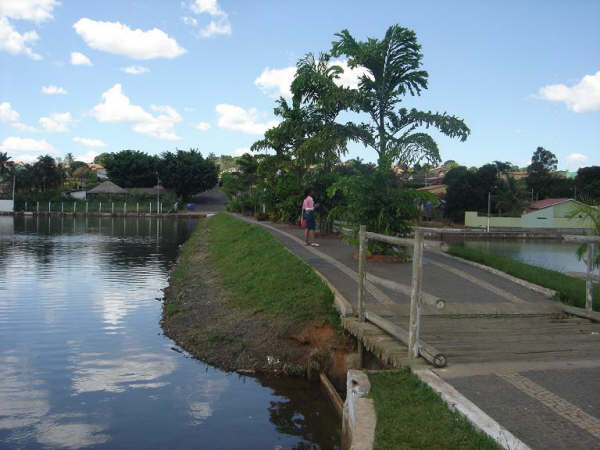
Catalão a l'estat de Goiás

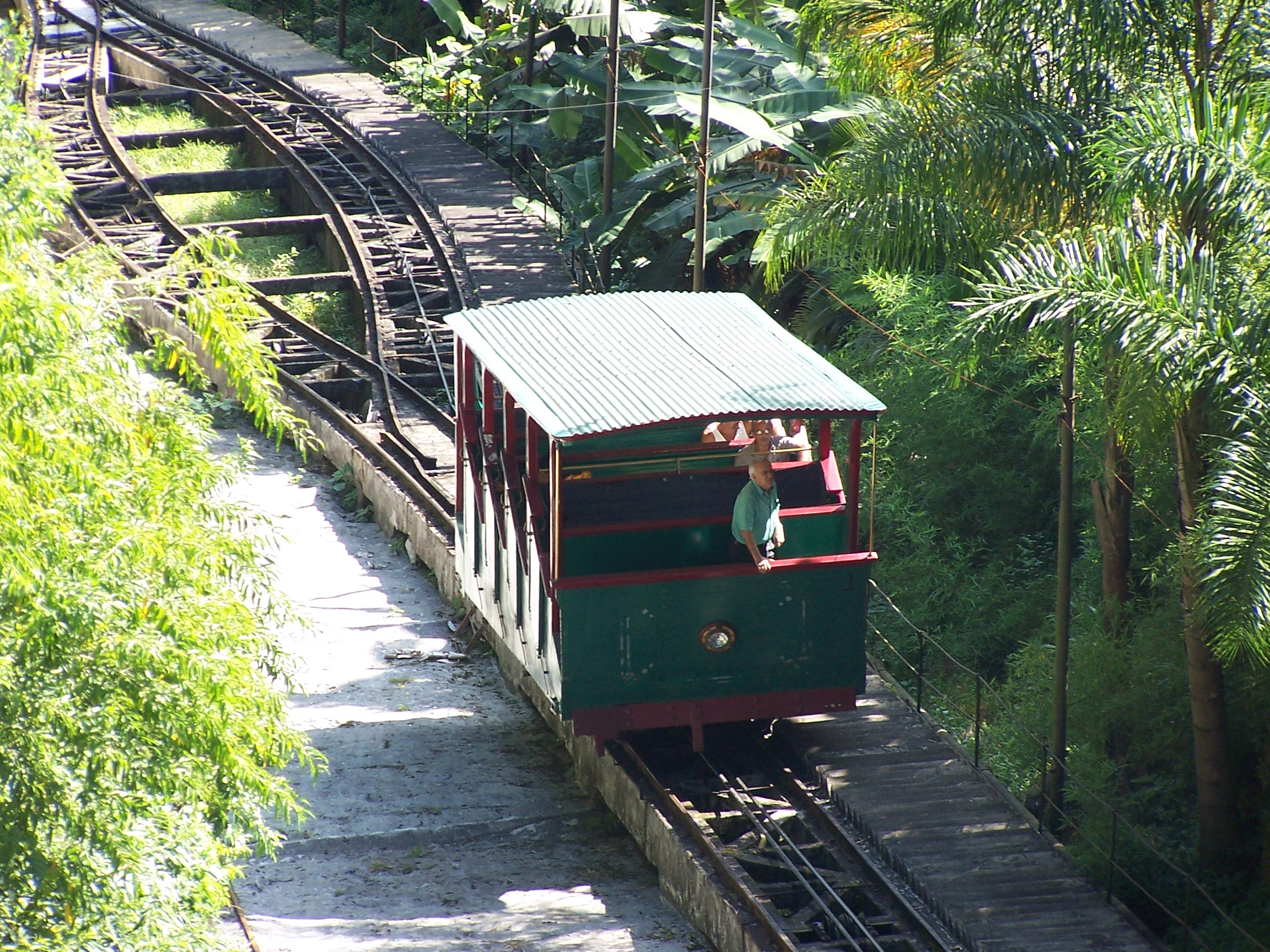
Cremallera pujant al Monte Serrat a Santos on es troba la Mare de Déu de Montserrat, patrona de la ciutat

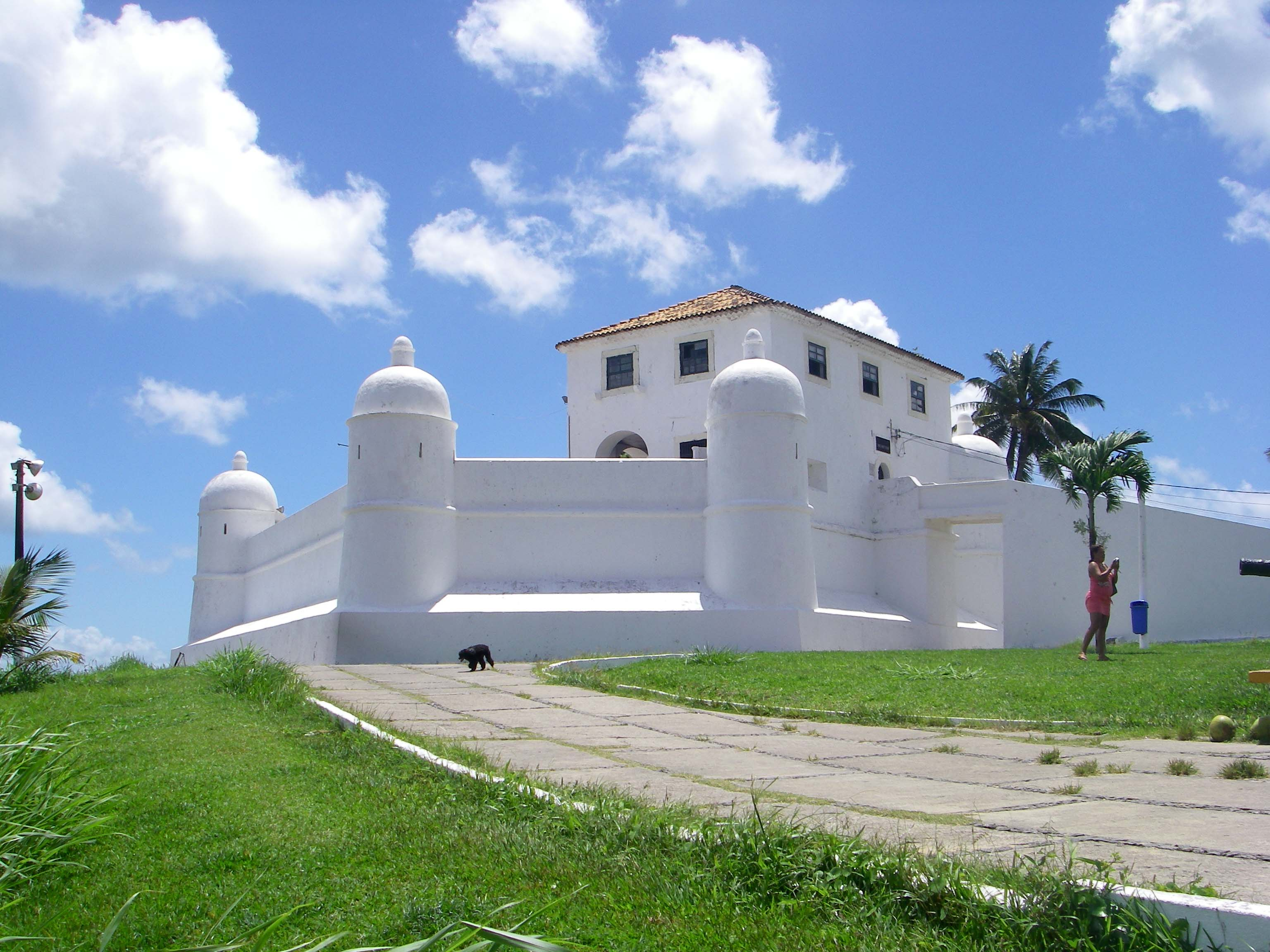
Fortalesa de Monteserrate a Salvador de Bahia

Sempre hi ha hagut presència dels Països Catalans al Brasil; així, hi trobem tant referències personals, com toponímiques, històriques o religioses. La Mare de Déu de Montserrat, la podem trobar a Bahia, Rio de Janeiro o Santos, entre d'altres, també podem trobar el municipi de Catalão a Goiás, o l'avinguda Presidente Carlos Luz a Belo Horizonte, popularment coneguda com a avenida Catalão.
Com a topònims valencians, hi trobem referències al valencià sant Vicent Ferrer, així trobem a l'estat de Pernambuco i a l'estat de Maranhão el municipi de São Vicente Férrer.
El primer català que hi apareix és Miquel Aragonès; la impossibilitat d'entrada d'estrangers al Brasil fins al 1808 fa que no n'hi hagi més notícies. Al segle xix, apareix Josep Freses i Marull, amb activitat política al país durant els canvis de principi del segle xix.Durant els processos d'alliberament nacional de l'Amèrica del Sud, i la impossibilitat de comerciar des de la península Ibèrica, els vaixells catalans navegaven sota bandera brasilera, per assegurar l'exportació de vi, fruita seca i oli, així com la importació de carn salada.
Fins a finals del segle xix, la presència de missioners que desembocà en relacions institucionals entre ordes religiosos catalans i parròquies brasileres.
A partir de 1850, molts catalans anònims, per la crisi del camp català i els costos de la revolució industrial, hi anaren atrets per l'expansió del cafè i la política de promoció del Brasil en el context d'augment del comerç internacional.
En destacaren Miquel Arquerons en música i Ramon de Baños en cinematografia.
Fins a l'exili de 1939 no hi hagué una nova sortida de catalans cap al Brasil; aquests, més organitzats, varen fer Catalonia, la societat paulista de Cultura catalana, més tard convertida en el Centre català de São Paulo,i més tard en el Grup de Catalans de São Paulo.
Pel que fa al País Valencià, hi trobem el Centre Valencià La senyera que agrupa els valencians de São Paulo.
Cal destacar Pere Casaldàliga bisbe emèrit de São Félix do Araguaia (Mato Grosso) defensor dels drets dels indígenes i els sectors rurals, fou candidat a Premi Nobel de la Pau.
També hi ha a la ciutat de São Paulo, l'Oficina Exterior de Comerç i Inversions de Catalunya de l'Agència per a la Competitivitat de l'Empresa.
Aquesta presència en xifres de l'any 2009 són,
| Circumscripció        | Població    |           |           |           |           |
| Catalunya             | Catalunya   | Catalunya | Catalunya | Catalunya | Catalunya |
| --------------------- | ----------- | --------- | --------- | --------- | --------- |
| Barcelona             | 6.843       |           |           |           |           |
| Girona                | 292         |           |           |           |           |
| Lleida                | 234         |           |           |           |           |
| Tarragona             | 361         |           |           |           |           |
| TOTAL                 | 7.730       |           |           |           |           |
| País Valencià         |             |           |           |           |           |
| Castelló              | 134         |           |           |           |           |
| València              | 1890        |           |           |           |           |
| Alacant               | 430         |           |           |           |           |
| TOTAL                 | 2.454       |           |           |           |           |
| Illes Balears         |             |           |           |           |           |
| Illes Balears         | 389         |           |           |           |           |
| Andorra               |             |           |           |           |           |
| Andorra               | sense dades |           |           |           |           |
| Catalunya Nord        |             |           |           |           |           |
| Catalunya Nord        | sense dades |           |           |           |           |
| TOTAL PAÏSOS CATALANS | 10.573      |           |           |           |           |

- Vegeu també: Centre Catalònia Arxivat 2009-08-03 a Wayback Machine.
- Vegeu també: Centre Valencià Arxivat 2012-01-04 a Wayback Machine.

## Cultura i lleure

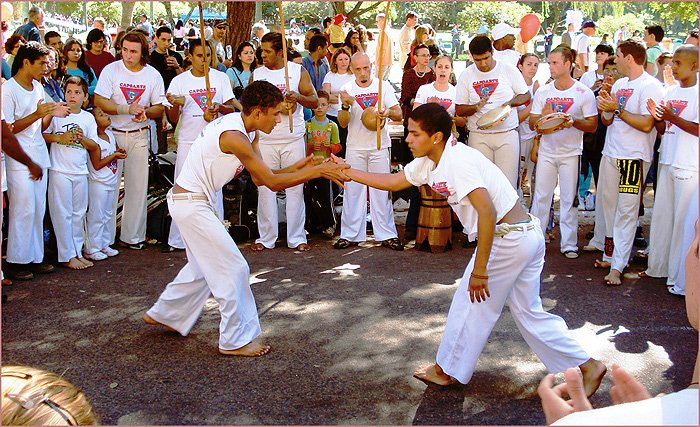
Brasilers practicant capoeira.

A causa de les seves dimensions el Brasil és un país amb una àmplia diversitat de cultures, que sintetitzen les diverses ètnies que conformen el poble brasiler. Per aquesta raó, no existeix una cultura brasilera homogènia, i sí un mosaic de diferents vessants culturals que formen, juntes, la cultura del Brasil. És evident que, després de més de tres segles de colonització portuguesa, la cultura de Brasil és, majoritàriament, d'arrel lusitana. És justament aquesta herència cultural portuguesa que compon la unitat del Brasil: són diferents ètnies, no obstant això, totes parlen la mateixa llengua (el portuguès) i, gairebé tots, són cristians, amb ample predomini de catòlics. Aquesta igualtat lingüística i religiosa és un tret excepcional per a un país tan gran i tan divers com el Brasil.
Tot i ser un país de colonització portuguesa, altres grups ètnics van deixar influències profundes en la cultura nacional, destacant-se els pobles indígenes, els africans, els italians i els alemanys. Les influències indígenes i africanes van deixar marques en l'àmbit de la música, de la cuina, en el folklore, en els caràcters emocionals i en les festes populars del Brasil. És evident que algunes regions van rebre major contribució d'aquests pobles: els estats del Nord tenen forta influència de les cultures indígenes, mentre certes regions del Nord-est tenen una cultura bastant africanitzada.
Al sud del Brasil, la cultura és més europeïtzada. Al Sud del país les influències d'immigrants italians i alemanys són evidents, sigui en la cuina, en la música, en els hàbits i en l'aparença física de les persones. Altres ètnies, com els àrabs, espanyols, polonesos i japonesos van contribuir també a la cultura del Brasil, no obstant això, de forma més limitada.

### Patrimoni històric

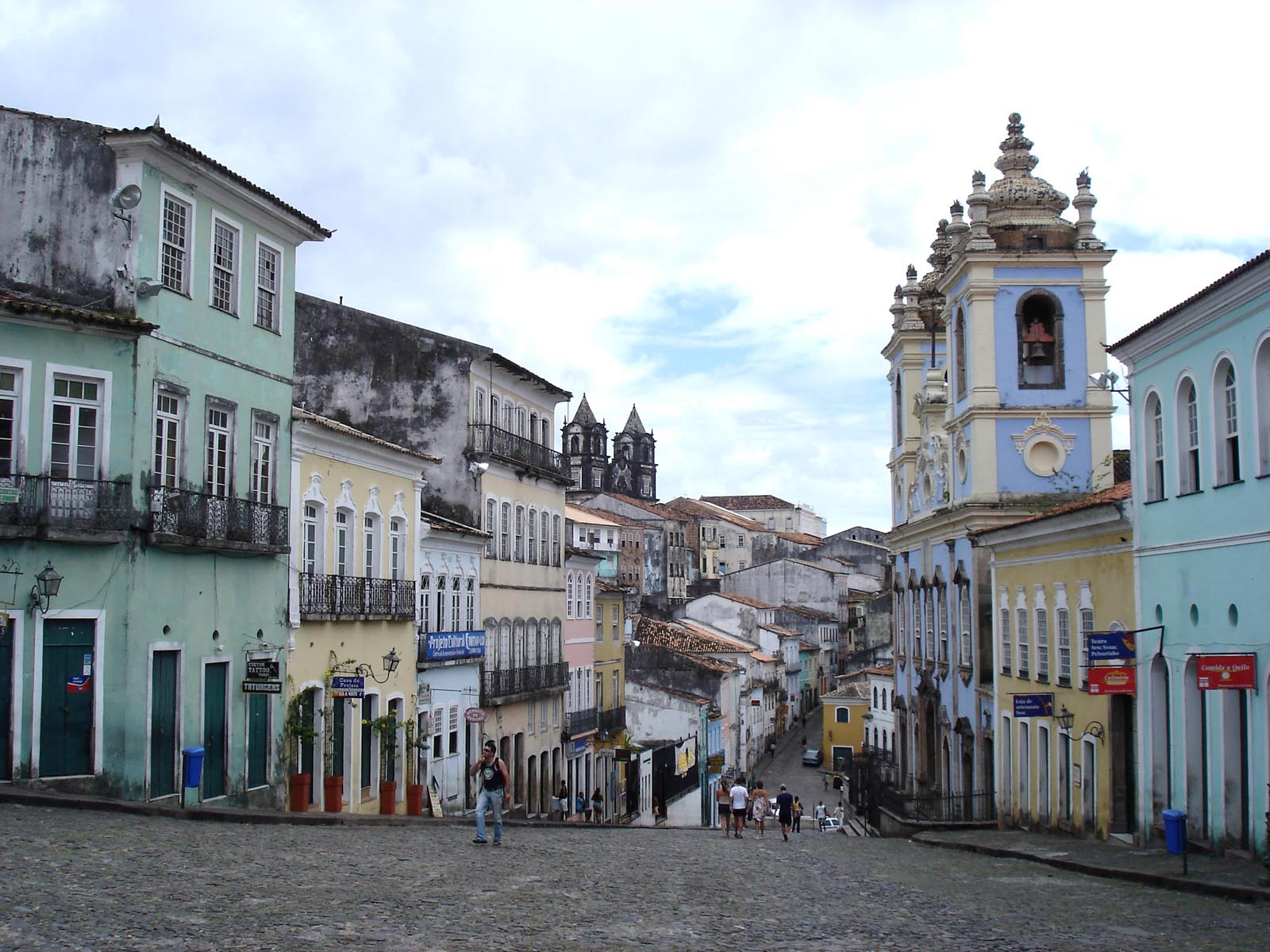
Centre històric de Salvador.

L'interès oficial per la preservació del patrimoni històric i artístic al Brasil va començar amb la institució el 1934 de la Inspectoria de Monuments Nacionals. L'òrgan va ser succeït pel Servei del Patrimoni Històric i Artístic Nacional i avui el sector és administrat nacionalment per l'Institut del Patrimoni Històric i Artístic Nacional (IPHAN), que ja té més de 20 mil edificis derrocats, 83 cases de camp i conjunts urbans, 12.517 cases de camp arqueològiques donats d'alta, més d'un milió d'objectes, incloent-hi el patrimoni museològic, amb a prop de 250 mil volums bibliogràfics i una àmplia documentació arxivística. Tradicions immaterials com la samba de roda del Recôncavo Baiano i l'art gràfic i pintura corporal dels indis Wajapi de l'Amapá també ja van ser reconegudes com a Patrimoni de la Humanitat per la UNESCO. També els estats de la federació brasilera i alguns municipis ja tenen instàncies pròpies de preservació i l'interès en aquesta àrea ha crescut els últims anys.
A pesar de la intensa activitat dels òrgans oficials, el patrimoni nacional encara sofreix depredació freqüent i la seva protecció i sostenibilitat són limitades per l'escassetat pressupostària i per la falta de consciència de la població envers la riquesa de la seva herència cultural i artística i envers la necessitat d'un repartiment de responsabilitats per a la seva salvaguarda efectiva a llarg termini.
El patrimoni històric brasiler és un dels més antics d'Amèrica, sent especialment ric en relíquies d'art i arquitectura barroques, concentrades sobretot als estats de Minas Gerais (Ouro Preto, Diamantina, São João do Rei, Sabará, Congonhas, etc.) i als centres històrics de Recife, São Luís, Salvador, Olinda, Santos, entre altres ciutats.
També disposa a les capitals nombrosos i importants edificis d'arquitectura eclèctica, de la transició dels segles XIX i XX, i d'arquitectura moderna; Brasília, el seu exemple més important, és l'única ciutat moderna del món reconeguda per la UNESCO com Patrimoni Cultural de la Humanitat en funció de la seva arquitectura, expressió de la cultura brasilera valorada internacionalment.
També hi ha diversitat en cases de camp arqueològiques, com ara les que es troben al sud de l'estat del Piauí: Serra da Capivara. Els problemes als quals s'enfronten la majoria de les cases de camp arqueològiques brasileres no afecten les més de 600 cases de camp que són al Parque Nacional da Serra da Capivara, al Piauí. Localitzat en una àrea de 130 mil hectàrees el Parque Nacional da Serra da Capivara és un exemple de conservació del patrimoni històric i artístic nacional. El 1991, va ser consagrat com a patrimoni mundial per la UNESCO.
La Serra da Capivara és una de les àrees més protegides del Brasil, car està sota la guàrdia de l'Iphan, Ministeri del Medi ambient (MMA), Fundahm i del Ibama local, que té poder de policia. En aquesta mateixa àrea es localitza el Museu de l'Home Americà, on es troba fòssil humà més vell que s'ha trobat a Amèrica i el segon més vell del món.

### Patrimoni de la Humanitat
A part, del Patrimoni de la Humanitat de component natural, és també molt important l'arquitectònica i immaterial

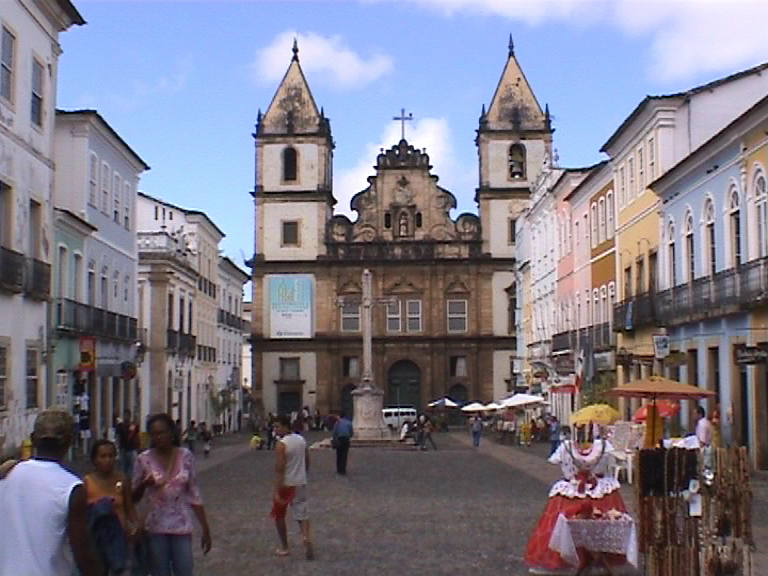
El Pelourinho a Salvador de Bahia

| Patrimoni de la Humanitat                              | Preservació                                                                     | Imatge                                     | Estat             |
| ------------------------------------------------------ | ------------------------------------------------------------------------------- | ------------------------------------------ | ----------------- |
| Ouro Preto                                             | Les seves esglésies barroques de l'època dels cercadors d'or                    | Ouro Preto                                 | Minas Gerais      |
| Olinda                                                 | Una de les ciutats colonials més ben conservades del Brasil                     | Olinda                                     | Pernambuco        |
| Missions jesuítiques guaranís (São Miguel das Missões) | Missions Jesuítiques en terres Guaranís                                         | Catedral de São Miguel Arcanjo das Missões | Rio Grande do Sul |
| Salvador de Bahia                                      | Major patrimoni barroc d'Amèrica Llatina                                        | Salvador de Bahia                          | Estat de Bahia    |
| Santuari del Bom Jesus de Matosinhos                   | Protecció del Santuari dels pioners portuguesos al Brasil amb sumptuós interior | Santuari del Bom Jesus de Matosinhos       | Minas Gerais      |
| Brasilia                                               | Concepció moderna d'una ciutat feta de nou                                      | Brasília                                   | DF Brasil         |
| São Luís                                               | Centre històric colonial enrajolat que s'adapta al clima humit i calent         | São Luís                                   | Maranhão          |
| Diamantina                                             | Ciutat colonial dels buscadors de diamants del segle xviii                      | Diamantina                                 | Minas Gerais      |
| Goiás                                                  | Barroc propi i entorn natural                                                   | Goiás                                      | Goiás             |

### Parcs nacionals
El Brasil destaca per la quantitat i qualitat dels seus 68 parcs naturals, escampats per tota la seva geografia, i alguns a més formen part del Patrimoni Mundial de la Humanitat de la UNESCO, com són:
| Parc Nacional                                                                                         | Patrimoni de la Humanitat                                                                                 | Preservació | Àrea (km²) | Imatge                             | Estat                          |
| --- | --- | --- | ---------- | ---------------------------------- | ------------------------------ |
| Parque Nacional do Iguaçu                                                                             | Parque Nacional do Iguaçu                                                                                 | Disposa d'una de les cascades més grans i impressionats del món, les cascades de l'Iguaçú, amb una amplada de més de 2.700 metres. Així com rares espècies de flora i fauna en perill d'extinció, com la llúdriga i l'os formiguer gegant | 1.852,62   | Iguacú                             | Paraná                         |
| Parque Nacional do Pantanal                                                                           | Pantanal                                                                                                  | Major zona d'aiguamolls del món | 200.000    | Pantanal                           | Mato Grosso Mato Grosso do Sul |
| Parque Nacional Costa do Descobrimento Parc Nacional del Monte Pascoal Parque Nacional del Pal Brasil | Reserves de selva Atlàntica a la costa do Descobrimento                                                   | Els boscos humits de la Mata Atlàntica contenen la biodiversitat més rica del planeta | 1.120,00   |                                    | Bahia Espírito Santo           |
| 25 àrees de conservació diferents                                                                     | Reserves de la selva Atlàntica del Sud-est del Brasil                                                     | Un dels majors i millors exemples de Mata Atlàntica brasilera, amb 25 zones protegides | 4.700      | Cascada a Curitiba                 | Paraná São Paulo               |
| Parc nacional de Serra da Capivara                                                                    | Parc nacional de Serra da Capivara                                                                        | Parc arqueològic i ecosistemes | 1.291,40   | Parc nacional de Serra da Capivara | Piauí                          |
| Parque Nacional do Jau                                                                                | El complex de conservació de l'Amazònia central: El Parque Nacional do Jau                                | Boscos tropicals de l'Amazònia | 23.377     | Parque Nacional do Jaú             | Amazones                       |
| Chapada dos Veadeiros i de las Emas                                                                   | Les àrees protegides del Cerrado: El Parque Nacional Chapada dos Veadeiros i el Parc Nacional de les Emas | El Cerrado | 1.916.000  | Tucan                              | Goiás Mato Grosso do Sul       |
| Fernando de Noronha i atol de les Roques                                                              | Illes atlàntiques brasileres: reserves de Fernando de Noronha i de l'atol de les Roques                   | Els cims de les dorsals atlàntiques, lloc de gran importància biològica | 430        | Fernando de Noronha                | Pernambuco Rio Grande do Norte |

Les àrees de protecció també poden ser estatals, com a l'estat de São Paulo: les Estância Turística, així com de municipals.

### Esports

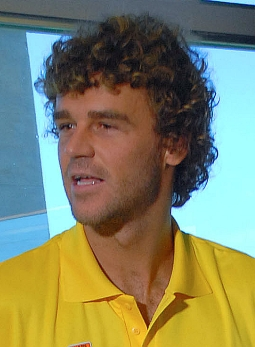
Gustavo Kuerten

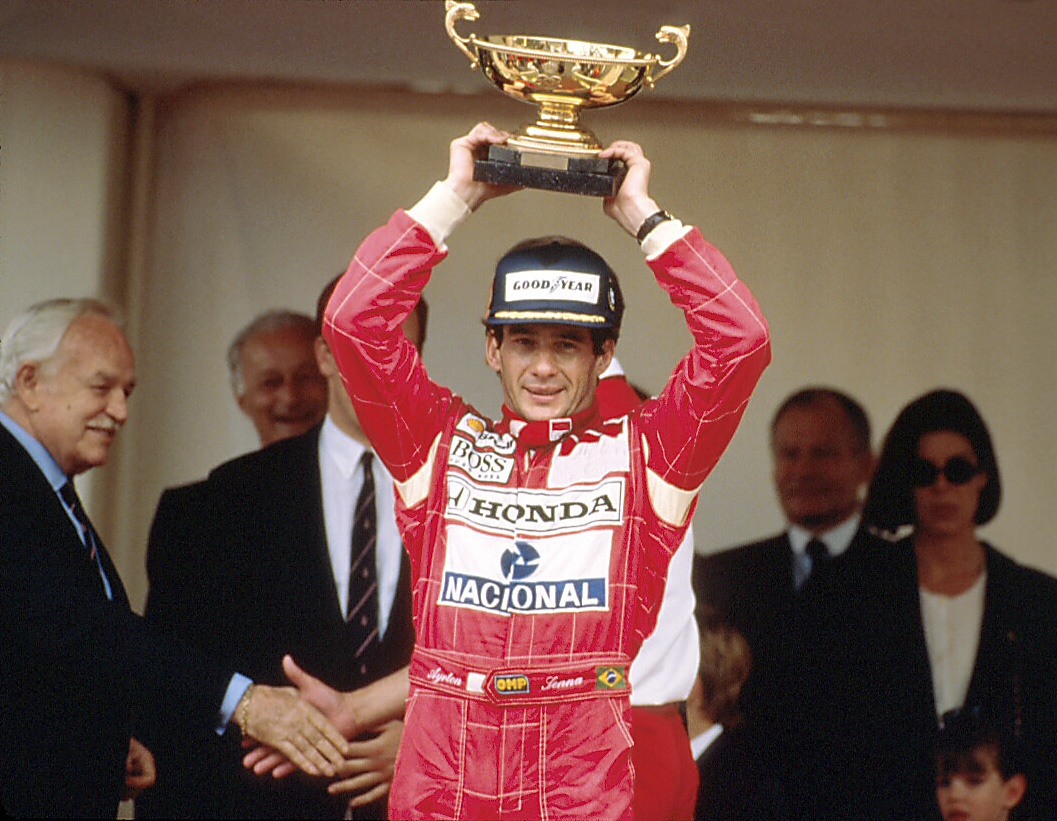
Ayrton Senna

El Futbol al Brasil és l'esport més important. La selecció brasilera de futbol és sovint considerada com la millor del món; ha aconseguit cinc vegades el títol de campió del món (els anys 1958, 1962, 1970, 1994, 2002). Altres esports tenen gran pes en el país com el bàsquet, el voleibol,l'automobilisme el tennis, el futbol sala, els esports radicals, entre d'altres.
El Brasil ha acollit diversos esdeveniments esportius de gran escala: el país va organitzar la Copa del Món de Futbol 1950. São Paulo va organitzar els Jocs Panamericans de 1963 i Rio de Janeiro va rebre els Jocs Panamericans de 2007.
En els anys vinents organitzarà també grans esdeveniments mundials com són la Copa del Món de Futbol de 2014 i també la candidatura de la ciutat de Rio de Janeiro organitzarà els Jocs Olímpics d'Estiu de 2016, després d'obtenir més del doble de vots, en la votació final a la seva competidora Madrid per 66 a 32.

### Cuina

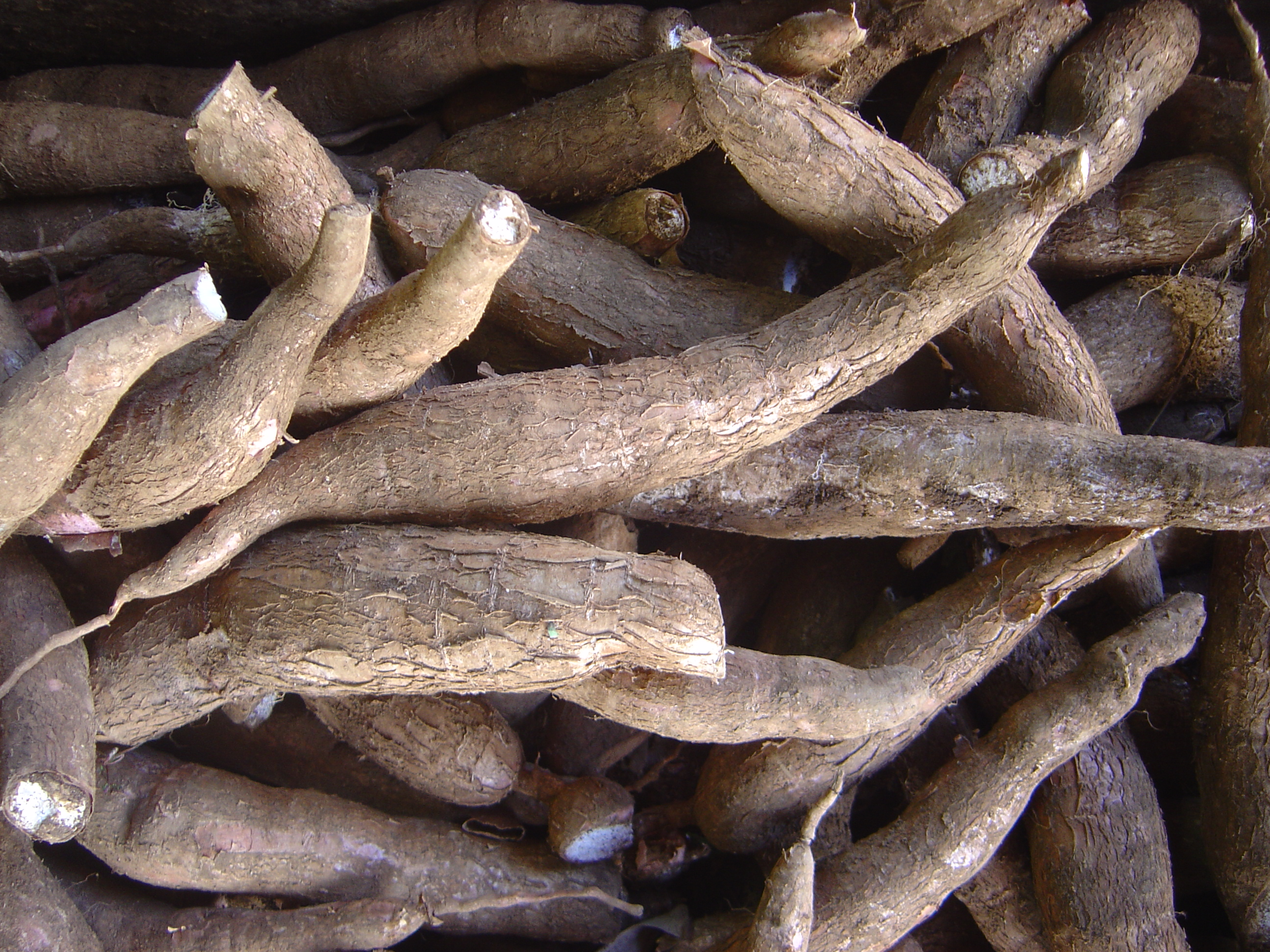
Arrel de tapioca Mandioca

La cuina brasilera és fruit d'una barreja d'ingredients europeus, indígenes i africans. L'alimentació bàsica del brasiler mitjà consisteix en arròs, mongetes i carn. El plat internacionalment més representatiu del país és la feijoada brasilera, i el seu dolç nacional és el brigadeiro. Els hàbits alimentaris varien en cada regió. Al Nord-est n'hi ha gran influència africana, on destaquen l'acarajé, el vatapá i el molho de pimenta. Al Nord hi ha influència indígena en l'ús de la mandioca i de peixos d'aigua dolça. Al Sud-est hi ha diversos plats, com ara el feijão tropeiro i l'angu, a Minas Gerais, i la pizza a São Paulo. Al Sud del país hi ha forta influència de la cuina italiana, en plats com la polenta, i també de la cuina alemanya. El xurrasco és típic de Rio Grande do Sul.

### Literatura

#### Prosa

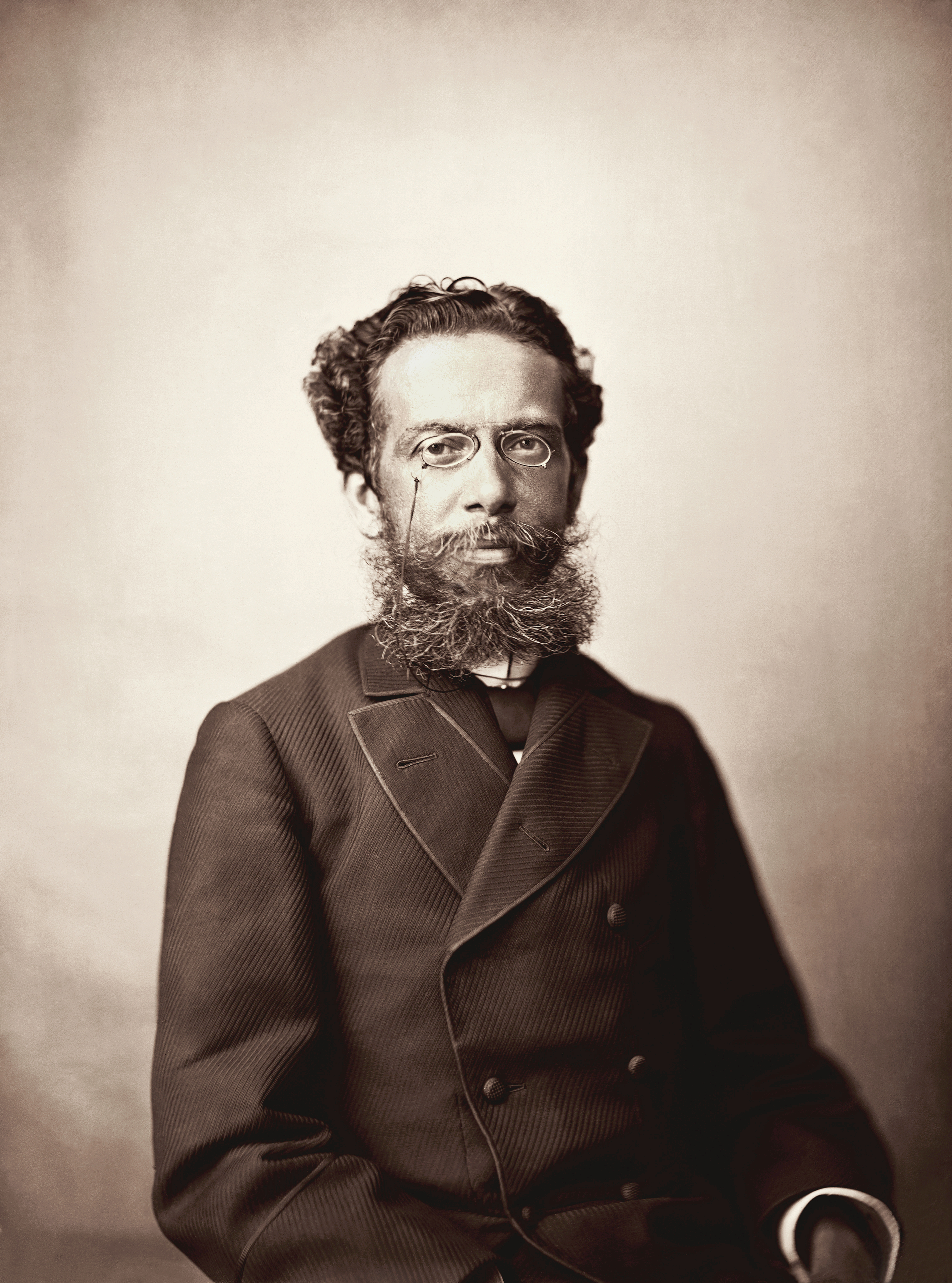
Machado de Assis, un dels més grans escriptors de Brasil.

El primer document que pot ser considerat de literatura brasilera és la carta de Pero Vaz de Caminha al Rei Manuel I de Portugal, en què es descriu el Brasil de 1500. En els següents dos segles la literatura brasilera va quedar reduïda a les descripcions de viatges i a textos religiosos. El neoclassicisme s'expandí en el segle xviii a la regió de Minas Gerais.
El romanticisme es va introduir a la literatura brasilera cap a l'any 1836 i, en aquest període, per primera vegada, la literatura nacional va prendre formes pròpies, adquirint característiques diferents de la literatura europea. El romanticisme brasiler (tenint una temàtica indianista), va tenir com el seu nom principal José de Alencar i exaltava les belleses naturals del Brasil i dels indígenes brasilers.
Després del romanticisme, el realisme s'expandí pel país, principalment amb les obres de Machado de Assis (fundador de l'Academia Brasileira de Letras). Entre 1895 i 1922 no hi va haver estils literaris uniformes al Brasil, seguint una inèrcia mundial. La Setmana de l'Art de 1922 va obrir nous camins per a la literatura del país. Van sorgir noms com ara Oswald de Andrade i Jorge Amado.
La camperola Carolina Maria de Jesus, veïna d'una favela de São Paulo, va assolir un important èxit de vendes amb la publicació del seu diari personal Quarto de despejo, en què narra les terribles condicions de vida del seu barri marginal a la dècada de 1960.
Actualment l'escriptor Paulo Coelho, membre de l'Acadèmia Brasilera de Lletres, és l'escriptor brasiler més conegut, aconseguint el lideratge de vendes al país i rècords arreu del món. Malgrat el seu èxit comercial, diversos crítics consideren que produeix una literatura merament comercial i de fàcil digestió, i arriben a assenyalar errors de llenguatge en les seves obres, principalment en els seus primers llibres. Altres autors contemporanis són molt més considerats per la crítica i tenen també èxit comercial, com ara Ignácio de Loyolla Brandão, Rubem Fonseca entre d'altres.

#### Poesia
La poesia brasilera, com tota la literatura nacional, també està dividida en diversos moviments literaris.
El primer moviment és el Barroc, el principal poeta del qual és Gregório de Matos, que va arribar als dies actuals per la tradició oral, ja que mai va publicar en vida. El marc inicial del barroc és el poema Prosopopéia, de Bento Teixeira, amb estil inspirat en Luís de Camões. També d'aquesta època és el primer llibre imprès per un autor nascut al Brasil, Música del Parnaso, de Manuel Botelho de Oliveira.
A continuació, es considera que s'inicia l'arcadisme, que a Portugal té en Bocage el seu principal representant. Al Brasil, poetes com Cláudio Manuel da Costa, Tomás Antônio Gonzaga, creador de Marília de Dirceu i Alvarenga Peixoto.
Després de l'arcadisme ve la fase romàntica, amb almenys tres generacions, amb poemes que evoquen el patriotisme, com ara Cançó de l'Exili de Gonçalves Dias, de la primera generació. En la segona generació, poetes com Álvares de Azevedo presenten una certa obsessió per la mort. En la tercera generació apareix Castro Alves, un dels poetes brasilers més reconeguts de tots els temps, autor de Navio Negreiro. Era l'època dels escriptors abolicionistes.
Segueix una època de formalisme extrem, el parnassianisme, l'estrella màxima del qual és Olavo Bilac. Aquest moviment afectaria negativament la influència del simbolisme, de Cruz e Sousa i Gilka Machado, una de les rares presències femenines en la literatura brasilera d'abans del segle xx.
El parnassianisme seria fortament combatut pels modernistes, causant una gran polèmica, que resultaria en una moda a la cultura brasilera. Els modernistes predicaven la destrucció de l'estètica anterior i pràcticament van assumir el lideratge del moviment cultural brasiler amb la Setmana d'Art Modern, l'any 1922. Són poetes com Oswald de Andrade, Mário de Andrade, líders del moviment, i Manuel Bandeira, que s'hi ajuntaria més tard. El modernisme va dominar la cultura brasilera del segle xx, passant per dues generacions més amb poetes com Carlos Drummond de Andrade, Vinícius de Moraes, Cecília Meirelles, Murilo Mendes i Jorge de Lima en la segona generació i Péricles Eugênio da Silva Ramos, Domingos Carvalho da Silva i Lêdo Ivo en la tercera.
El modernisme desembocar en el concretisme, amb poetes com Ferreira Gullar i Haroldo de Campos.
La poesia contemporània presenta noms com Patativa do Assaré, Ana Cristina César, Adélia Prado entre d'altres.